# Jacobische Thetafunktion
In der Funktionentheorie, einem Teilgebiet der Mathematik, bilden die Jacobischen Thetafunktionen, benannt nach Carl Gustav Jakob Jacobi, eine spezielle Klasse holomorpher Funktionen zweier komplexer Variablen. Jacobi untersuchte sie als erster systematisch und entwickelte auf dieser Grundlage seine Theorie elliptischer Funktionen. Sie sind ein Spezialfall einer weitaus größeren Klasse von Thetafunktionen mehrerer Veränderlicher, die allgemein aus Gittern in den Räumen {\displaystyle \mathbb {R} ^{n}} konstruiert werden können.
Die Thetafunktionen bilden elliptische Gegenstücke der Exponentialfunktionen bzw. trigonometrischen Funktionen. Wie es für elliptische Funktionen typisch ist, weisen sie eine Art doppelter Periodizität auf entlang der reellen und der imaginären Richtung der komplexen Ebene (Gitterstruktur). Zugleich sind sie als unendliche Reihe sowie als unendliches Produkt darstellbar, deren Summanden beziehungsweise Faktoren in einer Vielzahl von Varianten aus Produkten von Exponential- und Cosinus- oder Sinusfaktoren bestehen.
Die Jacobischen Thetafunktionen spielen eine wichtige Rolle in der Theorie der elliptischen Funktionen, Modulformen, quadratischen Formen und der Modulräume. In der Physik sind sie zudem bei der Lösung der Diffusionsgleichung und bei der Lösung der Wärmeleitungsgleichung, dem sogenannten Wärmeleitungskern, von Bedeutung.

## Entdeckungsgeschichte
Eingeführt wurden die Thetafunktionen 1829 von Carl Gustav Jacobi, der diese Funktionen in seinem Buch Fundamenta nova theoriae functionum ellipticarum niederschrieb. Jacobi verwendete für diese Funktionengruppe den griechischen Buchstaben {\displaystyle \Theta } und gab ihr den Namen Thetafunktion. Sie ist bei Jacobi die Grundlage seiner Behandlung elliptischer Funktionen. Jacobi behandelte die Thetafunktionen, die elliptischen Amplitudenfunktionen und andere mehrfach periodische komplexe Funktionen in seinen Vorlesungen an der Albertus-Universität Königsberg und entwickelte diese systematisch. Die Bedeutung der Thetafunktion für die Theorie elliptischer Funktionen erkannte schon Carl Friedrich Gauß insbesondere im Zusammenhang mit dem arithmetisch-geometrischen Mittel (AGM), er veröffentlichte aber nicht darüber. Die Thetafunktion selbst war in Spezialfällen schon Leonhard Euler und Johann I Bernoulli bekannt und wurde von diesen beiden Mathematikern insbesondere in Bezug auf die Thematik der Summenreihen und Produktreihen behandelt. Weitere Beiträge zur Theorie der Thetafunktion stammten im 19. Jahrhundert insbesondere von Karl Weierstraß, Bernhard Riemann, Ferdinand Georg Frobenius und Henri Poincaré, der die Thetafunktionen in seinen Forschungen über die verallgemeinerten Eisenstein-Reihen analysierte.

## Definition

### Klassische Thetafunktion
Die klassische Jacobische Thetafunktion ist definiert durch:
{\displaystyle \vartheta (z,\tau ):=\sum _{n=-\infty }^{\infty }e^{\pi in^{2}\tau +2\pi inz}}
Dabei ist {\displaystyle z\in \mathbb {C} } und {\displaystyle \tau \in \mathbb {H} } mit der oberen Halbebene {\displaystyle \mathbb {H} =\{\tau \in \mathbb {C} \mid \Im (\tau )>0\}}. Somit ist die klassische Thetafunktion nach Jacobi als Aufsummierung unendlich vieler Potenzen zur Basis der Eulerschen Zahl und in Abhängigkeit vom Kreisbogenmaß {\displaystyle z} und vom imaginären Halbperiodenverhältnis {\displaystyle \tau } definiert (der Name Halbperiodenverhältnis stammt aus der Theorie elliptischer Funktionen). Dabei verhält sich der Exponent in Beziehung zum Summenindex {\displaystyle n} quadratisch. Die Reihe ist in {\displaystyle \mathbb {C} \times \mathbb {H} } normal konvergent. Sie stellt eine in ganz {\displaystyle \mathbb {C} \times \mathbb {H} } holomorphe Funktion dar. Insbesondere ist für festes {\displaystyle \tau \in \mathbb {H} }, also {\displaystyle z\mapsto \vartheta (z,\tau )}, eine ganze Funktion, und für festes {\displaystyle z\in \mathbb {C} } ist {\displaystyle \tau \mapsto \vartheta (z,\tau )} eine auf {\displaystyle \mathbb {H} } holomorphe Funktion.

### Weitere Thetafunktionen

Funktion ϴ₁ mit Nomen 0,1·exp(0,1·i·π)

Verallgemeinert wird die Thetafunktion so definiert:
{\displaystyle \Theta _{a,b}(z,\tau ):=\sum _{n=-\infty }^{\infty }e^{\pi i\left(n+{\frac {a}{2}}\right)^{2}\tau +2\pi i\left(n+{\frac {a}{2}}\right)z+\pi inb}}
Neben der klassischen Thetafunktion findet man in der Literatur vor allem drei weitere Thetafunktionen, die als Spezialfälle der klassischen Thetafunktion aufgestellt werden können. Diese drei weiteren Thetafunktionen entstehen, wenn die Parameter {\displaystyle a} und {\displaystyle b} spezielle Werte erhalten:
{\displaystyle \Theta _{0}(z,\tau ):=\Theta _{0,1}(z,\tau ):=\vartheta \left(z+{\frac {1}{2}},\tau \right)=\sum _{n=-\infty }^{\infty }(-1)^{n}\cdot e^{\pi in^{2}\tau +2\pi inz}}
{\displaystyle \Theta _{2}(z,\tau ):=\Theta _{1,0}(z,\tau ):=e^{\pi i{\frac {\tau }{4}}+\pi iz}\cdot \vartheta \left(z+{\frac {\tau }{2}},\tau \right)=\sum _{n=-\infty }^{\infty }e^{\pi i\left(n+{\frac {1}{2}}\right)^{2}\tau +2\pi i\left(n+{\frac {1}{2}}\right)z}}
{\displaystyle \Theta _{1}(z,\tau ):=-\Theta _{1,1}(z,\tau ):=-e^{\pi i{\frac {\tau }{4}}+\pi i\left(z+{\frac {1}{2}}\right)}\cdot \vartheta \left(z+{\frac {\tau +1}{2}},\tau \right)=-i\cdot \sum _{n=-\infty }^{\infty }(-1)^{n}\cdot e^{\pi i\left(n+{\frac {1}{2}}\right)^{2}\tau +2\pi i\left(n+{\frac {1}{2}}\right)z}}
Die jacobische Thetafunktion wird in dieser Schreibweise als Θ₃(z,𝜏) bzw. Θ₀,₀(z,𝜏) bezeichnet.
Ebenfalls oft verwendet werden die jacobischen Thetafunktionen {\displaystyle \theta _{1}}, {\displaystyle \theta _{2}}, {\displaystyle \theta _{3}} und {\displaystyle \theta _{4}} (also mit kleinem Theta und einem Index von 1 bis 4).
In der Literatur sind die Definitionen ziemlich uneinheitlich. Die folgende Definition entspricht der Version im Handbook of Mathematical Functions von Abramowitz und Stegun:
{\displaystyle {\begin{aligned}\theta _{1}(z,q)&=-\mathrm {i} \sum \limits _{n=-\infty }^{\infty }(-1)^{n}q^{(n+1/2)^{2}}\exp((2n+1)\mathrm {i} z)\\\theta _{2}(z,q)&=\sum \limits _{n=-\infty }^{\infty }q^{(n+1/2)^{2}}\exp((2n+1)\mathrm {i} z)\\\theta _{3}(z,q)&=\sum \limits _{n=-\infty }^{\infty }q^{n^{2}}\exp(2n\mathrm {i} z)\\\theta _{4}(z,q)&=\sum \limits _{n=-\infty }^{\infty }(-1)^{n}q^{n^{2}}\exp(2n\mathrm {i} z)\end{aligned}}}
Das zweite Argument ({\displaystyle q}) ist das elliptische Nomen, das über {\displaystyle q=\exp(\mathrm {i} \pi \tau )} mit dem (Halb-)Periodenverhältnis {\displaystyle \tau } zusammenhängt. Da der Wert von {\displaystyle q} meist aus dem Zusammenhang klar ist, wird dieses Argument häufig weggelassen. Die Definitionsgleichungen können auch (gleichwertig) mit trigonometrischen Funktionen formuliert werden:
{\displaystyle {\begin{aligned}\theta _{1}(z,q)&=2q^{1/4}\sum \limits _{n=0}^{\infty }(-1)^{n}q^{n(n+1)}\sin((2n+1)z)\\\theta _{2}(z,q)&=2q^{1/4}\sum \limits _{n=0}^{\infty }q^{n(n+1)}\cos((2n+1)z)\\\theta _{3}(z,q)&=1+2q^{1/4}\sum \limits _{n=1}^{\infty }q^{n^{2}}\cos(2nz)\\\theta _{4}(z,q)&=1+2q^{1/4}\sum \limits _{n=1}^{\infty }(-1)^{n}q^{n^{2}}\cos(2nz)\end{aligned}}}

### Definition nach Whittaker und Watson
Die Mathematiker Edmund Taylor Whittaker und George Neville Watson definierten folgende Thetafunktionen:
{\displaystyle \vartheta _{00}(v;w)=\prod _{n=1}^{\infty }(1-w^{2n})[1+2\cos(2v)w^{2n-1}+w^{4n-2}]}
{\displaystyle \vartheta _{01}(v;w)=\prod _{n=1}^{\infty }(1-w^{2n})[1-2\cos(2v)w^{2n-1}+w^{4n-2}]}
{\displaystyle \vartheta _{10}(v;w)=2w^{1/4}\cos(v)\prod _{n=1}^{\infty }(1-w^{2n})[1+2\cos(2v)w^{2n}+w^{4n}]}
{\displaystyle \vartheta _{11}(v;w)=-2w^{1/4}\sin(v)\prod _{n=1}^{\infty }(1-w^{2n})[1-2\cos(2v)w^{2n}+w^{4n}]}
Das Theta-Symbol trägt bei diesen Definitionen unten rechts von sich zwei Indizes, die stets die Werte Null und Eins sind. Der linke Theta-Index bewirkt die Verschiebung des Exponentenindex {\displaystyle n} um den Wert 1/2. Der rechte Theta-Index kündigt die Periodenverschiebung des Kreisbogenmaßes {\displaystyle v} um den Wert π/2 an. Bei diesen unendlichen Produkten verlaufen bezüglich des Produktindex alle Potenzsummanden in exponentieller Abnahme, sodass alle drei gezeigten Produkte für alle reellen Werte {\displaystyle v} und für alle Werte {\displaystyle -1<w<1} konvergieren. Das elliptische Nomen in Abhängigkeit zum imaginären Halbperiodenverhältnis erfüllt die Gleichung {\displaystyle q=\exp(i\pi \tau )} und stellt als rechter Klammereintrag in der Thetafunktion nach Whittaker und Watson die Beziehung zu den großen Thetafunktionen her.
Dabei gilt dieser Zusammenhang:
{\displaystyle \vartheta _{00}[\pi z;\exp(i\pi \tau )]=\Theta _{0,0}(z,\tau )}
{\displaystyle \vartheta _{01}[\pi z;\exp(i\pi \tau )]=\Theta _{0,1}(z,\tau )}
{\displaystyle \vartheta _{10}[\pi z;\exp(i\pi \tau )]=\Theta _{1,0}(z,\tau )}
Im Folgenden werden die Funktionen aus jeweils zwei Abszissen und einer Ordinate graphisch abgebildet:

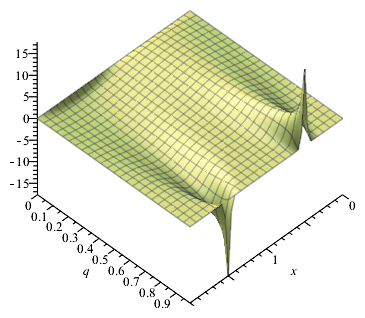
Funktion - ϑ₁₁
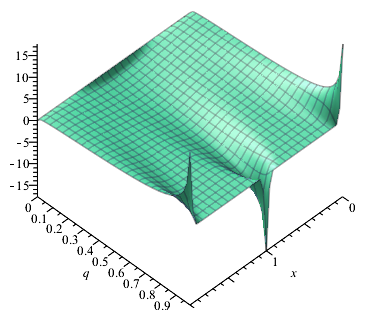
Funktion ϑ₁₀
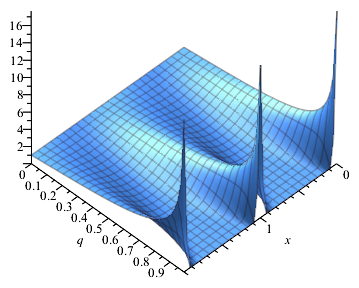
Funktion ϑ₀₀
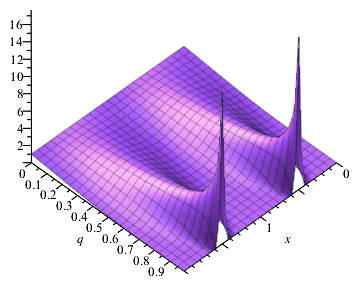
Funktion ϑ₀₁

An diesen dreidimensionalen Graphenbildern ist die Tatsache erkennbar, dass die Funktionen ϑ₀₀ und ϑ₀₁ für Nomina 0 ≤ q < 1 stets positive Ordinatenwerte ergeben.

### Jacobische Definition vom Theta-Nullwert
Unter dem Theta-Nullwert versteht man jeweils die Thetafunktion für den Wert {\displaystyle z=0}, also beispielsweise für die jacobische Thetafunktion die Reihe:
{\displaystyle \vartheta (\tau ):=\vartheta (0,\tau )=\sum _{n=-\infty }^{\infty }e^{\pi in^{2}\tau }=1+2\sum _{n=1}^{\infty }e^{\pi in^{2}\tau }}
Analog gilt mit der Definition nach Whittaker und Watson:
{\displaystyle \vartheta _{00}(0;x)=\vartheta _{00}(x)}
{\displaystyle \vartheta _{01}(0;x)=\vartheta _{01}(x)}
{\displaystyle \vartheta _{10}(0;x)=\vartheta _{10}(x)}
Durch Annullierung des Kreisbogenmaßes im linken Klammereintrag der allgemeinen Thetafunktion entstehen die drei sogenannten standardisierten Theta-Nullwertfunktionen. Bei diesen drei Funktionen hängt die Thetafunktion nur noch vom Nomen ab und somit zählen sie zu den Funktionen aus jeweils nur einer Variablen. Wenn der linke Klammereintrag auf Null gesetzt wird, so wird dieser bei den so entstehenden Theta-Nullwertfunktionen nicht mitgeschrieben und nur der rechte Klammereintrag wird als einziger Eintrag in der Klammer genannt. Durch Einsetzen des annullierten Bogenmaßwertes in die Summendefinition ergeben sich folgende drei Definitionsformeln für die Theta-Nullwertfunktionen:
{\displaystyle \vartheta _{00}(x)=\sum _{k=-\infty }^{\infty }x^{k^{2}}=\prod _{n=1}^{\infty }(1-x^{2n})(1+x^{2n-1})^{2}}
{\displaystyle \vartheta _{01}(x)=\sum _{k=-\infty }^{\infty }(-1)^{k}x^{k^{2}}=\prod _{n=1}^{\infty }(1-x^{2n})(1-x^{2n-1})^{2}}
{\displaystyle \vartheta _{10}(x)=\sum _{k=-\infty }^{\infty }x^{(k+{\frac {1}{2}})^{2}}=2x^{1/4}\prod _{n=1}^{\infty }(1-x^{2n})(1+x^{2n})^{2}}
Bei dieser Schreibweise gibt analog zu den obigen Formeln über die Produktreihendefinitionen die erste tiefgestellte Zahl nach dem Theta die Verschiebung der Exponentenbasis um 1/2 in der Summendarstellung an.
Die zweite tiefgestellte Zahl entscheidet über die Alternierung der Vorzeichen in der Summendarstellung. Im Werk Theta Functions and the Arithmetic-Geometric Mean Iteration von den Gebrüdern Borwein wurden die soeben gezeigten Summendefinitionen der drei grundlegenden Theta-Nullwertfunktionen auf der Seite 33 beschrieben. Außerdem gelten für die Quadrate der Thetafunktionen diese Beziehungen unter der Bedingung {\displaystyle |x|<1}:
{\displaystyle \vartheta _{00}(x)^{2}=\sum _{n=-\infty }^{\infty }{\frac {2x^{n}}{1+x^{2n}}}}
{\displaystyle \vartheta _{01}(x)^{2}=\sum _{n=-\infty }^{\infty }{\frac {(-1)^{n}2x^{n}}{1+x^{2n}}}}
{\displaystyle \vartheta _{10}(x)^{2}=\sum _{n=-\infty }^{\infty }{\frac {2x^{n+1/2}}{1+x^{2n+1}}}}

## Eigenschaften

### Nullstellen
Für festes {\displaystyle \tau \in \mathbb {H} } hat die Thetafunktion {\displaystyle \vartheta (z,\tau )} einfache Nullstellen an
den Stellen
{\displaystyle z=k+m\tau +{\frac {\tau +1}{2}},k,m\in \mathbb {Z} }.

### Transformationsformel
Die Thetafunktion ist periodisch in beiden Variablen, es gilt:
{\displaystyle \vartheta (z+1,\tau )=\vartheta (z,\tau +2)=\vartheta (z,\tau ).}
Dies ist eine Folgerung aus der 1-Periodizität der komplexen Exponentialfunktion {\displaystyle z\mapsto e^{2\pi iz}}. Darüber hinaus gilt die wichtige Transformationsformel
{\displaystyle \vartheta \left(z,-{\frac {1}{\tau }}\right)=e^{\pi iz^{2}\tau }{\sqrt {\frac {\tau }{i}}}\vartheta (z\tau ,\tau ).}
Diese lässt erkennen, dass die Variable {\displaystyle \tau } modular ist, da sie neben der 2-Periodizität noch ein Gesetz unter der Stürzung {\displaystyle \tau \mapsto -{\tfrac {1}{\tau }}} erfüllt. Speziell für den Theta-Nullwert ist dies von zentraler Bedeutung, denn dort reduziert sich dies auf
{\displaystyle \vartheta \left(-{\frac {1}{\tau }}\right)={\sqrt {\frac {\tau }{i}}}\vartheta (\tau ).}
Bei der Wurzel ist dabei jeweils der Hauptzweig zu nehmen, also jener Zweig, der positive Zahlen auf positive Zahlen abbildet.
Das Transformationsgesetz findet seine Erklärung in der poissonschen Summationsformel. Diese erlaubt es, die Fourier-Reihe von 1-periodischen Reihen des Typs
{\displaystyle \sum _{n=-\infty }^{\infty }f(n+x)}
anzugeben. Ist {\displaystyle f\colon \mathbb {R} \to \mathbb {C} } eine glatte Funktion, deren sämtliche Ableitungen für {\displaystyle x\to \pm \infty } schnell abklingen, etwa mit exponentieller Geschwindigkeit, so ist diese Reihe absolut konvergent und stellt eine Funktion {\displaystyle g\colon \mathbb {R} \to \mathbb {C} } dar. Für diese offenbar 1-periodische Funktion {\displaystyle g} besagt dann die Poissonsche Summationsformel
{\displaystyle g(x)=\sum _{n=-\infty }^{\infty }f(n+x)=\sum _{n=-\infty }^{\infty }{\hat {f}}(n)e^{2\pi inx},}
wobei
{\displaystyle {\hat {f}}(x):=\int _{-\infty }^{\infty }f(y)e^{-2\pi ixy}\mathrm {d} y}
die Fourier-Transformation von {\displaystyle f} ist. Wegen des Erscheinens beider Terme {\displaystyle f} und {\displaystyle {\hat {f}}} in einer Formel ist dies von besonderer Bedeutung, wenn {\displaystyle f} eine Funktion ist, die ihre eigene Fourier-Transformierte ist. Dies trifft zum Beispiel auf die Glockenkurve {\displaystyle f(x):=e^{-\pi x^{2}}} zu. Zusammen mit der allgemeinen Formel {\displaystyle {\hat {h}}(x)=\delta ^{-1}{\hat {f}}(\delta ^{-1}x)}, wenn {\displaystyle \delta >0} und {\displaystyle h(x):=f(\delta x)}, die sich schnell durch Substitution ergibt, findet man damit via {\displaystyle \delta :={\sqrt {t}}} und {\displaystyle t:={\frac {\tau }{i}}} ({\displaystyle \tau } rein imaginär)
{\displaystyle {\sqrt {\frac {\tau }{i}}}e^{\pi iz^{2}\tau }\vartheta (z\tau ,\tau )={\sqrt {t}}e^{-\pi z^{2}t}\vartheta (zit,it)={\sqrt {t}}\sum _{n=-\infty }^{\infty }e^{-\pi (n+z)^{2}t}=\sum _{n=-\infty }^{\infty }e^{-{\frac {\pi n^{2}}{t}}+2\pi inz}=\vartheta \left(z,{\frac {i}{t}}\right)=\vartheta \left(z,-{\frac {1}{\tau }}\right).}
Mittels des Identitätssatzes für holomorphe Funktionen dehnt sich diese Funktionalgleichung, wegen holomorpher Funktionen auf beiden Seiten, auf ganz {\displaystyle \mathbb {C} \times \mathbb {H} } aus.
Die Poissonsche Summenformel wird vor allem zu Fourier-analytischen Untersuchungen verwendet. Neben Siméon Poisson erforschten insbesondere Bernhard Riemann und der US-amerikanische Mathematiker Harold Mortimer Edwards Junior diese Thetafunktionsformel.

### Produktdarstellung
Die Thetafunktion lässt sich mit Hilfe des jacobischen Tripelproduktes auch als unendliches Produkt darstellen, es gilt:
{\displaystyle \vartheta (z,\tau )=\prod _{n=1}^{\infty }(1-e^{2\pi in\tau })(1+e^{\pi i[(2n-1)\tau +2z]})(1+e^{\pi i[(2n-1)\tau -2z]})}
Speziell für den Theta-Nullwert reduziert sich dies auf
{\displaystyle \vartheta (\tau )=\prod _{n=1}^{\infty }(1-e^{2\pi in\tau })(1+e^{\pi i(2n-1)\tau })^{2}}
Aus dieser Darstellung folgt insbesondere, dass {\displaystyle \vartheta (\tau )} keine Nullstellen in der oberen Halbebene {\displaystyle \mathbb {H} } hat.

### Integraldarstellung
Die Thetafunktion besitzt eine Integraldarstellung:
{\displaystyle \vartheta (z,\tau )=i\int _{i-\infty }^{i+\infty }{e^{i\pi \tau u^{2}}\cos(2\pi uz+\pi u) \over \sin(\pi u)}{\text{d}}u}
Die zugehörige Theta-Nullwertfunktion hat für positive x-Werte diese Integraldarstellung:
{\displaystyle \vartheta _{00}(x)=1+{\frac {4x}{\sqrt {\pi }}}\int _{0}^{\infty }{\frac {\exp(-y^{2})\{1-x^{2}\cos[2{\sqrt {\ln(1/x)}}\,y]\}}{1-2x^{2}\cos[2{\sqrt {\ln(1/x)}}\,y]+x^{4}}}\,\mathrm {d} y}
Diese Formel wurde im Aufsatz Square series generating function transformations von der Mathematikerin Maxie Schmidt aus Georgia behandelt.

### Jacobische Identität
Die Theta-Nullwerte erfüllen die sogenannte Jacobi-Identität:
{\displaystyle \Theta _{3}(\tau )^{4}=\Theta _{0}(\tau )^{4}+\Theta _{2}(\tau )^{4}}
Für die analogen Klein-Thetafunktionen gilt dieselbe Identität:
{\displaystyle \vartheta _{00}(x)^{4}=\vartheta _{01}(x)^{4}+\vartheta _{10}(x)^{4}}
Verallgemeinert kann die Jacobi-Identität auf folgende Theoreme erweitert werden:
{\displaystyle \vartheta _{00}(a+b;c)\vartheta _{00}(a-b;c)\vartheta _{00}(c)^{2}=\vartheta _{01}(a;c)^{2}\vartheta _{01}(b;c)^{2}+\vartheta _{10}(a;c)^{2}\vartheta _{10}(b;c)^{2}}
{\displaystyle \vartheta _{01}(a+b;c)\vartheta _{01}(a-b;c)\vartheta _{01}(c)^{2}=\vartheta _{00}(a;c)^{2}\vartheta _{00}(b;c)^{2}-\vartheta _{10}(a;c)^{2}\vartheta _{10}(b;c)^{2}}
Diese Identitäten wurden insbesondere durch Whittaker und Watson erforscht. Exemplarische Abwandlungen dieser beiden Formeln wurden von den Autoren Irene Stegun und Milton Abramowitz in ihr weltbekanntes Handbuch der mathematischen Funktionen eingetragen.

### Grenzwertbildung

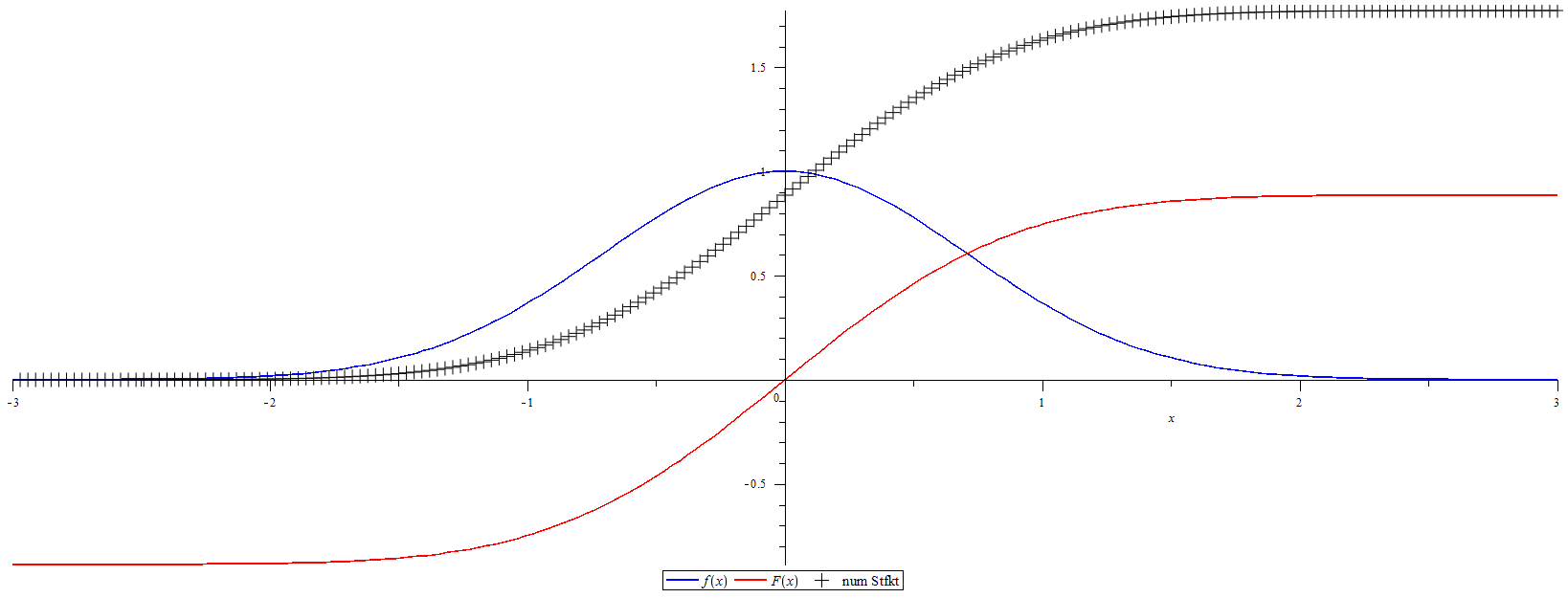
Gaußsche Glockenkurvenfunktion exp(-x²) mit Stammfunktion

Im Folgenden wird ein wichtiger Grenzwert der Funktion behandelt:
| Für alle Werte y des Definitionsbereichs gilt:                           | Und für Werte \|y\| < 1 gilt:                                                                 |
| ------------------------------------------------------------------------ | --------------------------------------------------------------------------------------------- |
| {\displaystyle \sum _{k=-\infty }^{\infty }y^{k^{2}}=\vartheta _{00}(y)} | {\displaystyle \sum _{k=-\infty }^{\infty }{\frac {2y^{k}}{y^{2k}+1}}=\vartheta _{00}(y)^{2}} |

Graph des Sekans hyperbolicus

Und es gilt für den Sekans hyperbolicus:
{\displaystyle \operatorname {sech} (x)={\frac {2\exp(x)}{\exp(2x)+1}}}
Daraus resultiert diese Formel:
{\displaystyle \lim _{n\rightarrow \infty }{\frac {1}{n}}\vartheta _{00}\left[\exp \left(-{\frac {1}{n}}\right)\right]^{2}=\lim _{n\rightarrow \infty }{\frac {1}{n}}\sum _{k=-\infty }^{\infty }\operatorname {sech} \left({\frac {k}{n}}\right)=\int _{-\infty }^{\infty }\operatorname {sech} (x)\,\mathrm {d} x=\pi }
Die Definition des Riemannschen Integrals beschreibt die Umwandlung zwischen Grenzwert und Integral.
Danach kann jene Umformung durchgeführt werden:
| Die Substitution {\displaystyle n\rightarrow n^{2}} ergibt: | Die quadratische Radizierung ergibt: |
| --- | --- |
| {\displaystyle \lim _{n\rightarrow \infty }{\frac {1}{n^{\color {ForestGreen}2}}}\vartheta _{00}\left[\exp \left(-{\frac {1}{n^{\color {ForestGreen}2}}}\right)\right]^{2}=\pi } | {\displaystyle {\color {Navy}\lim _{n\rightarrow \infty }{\frac {1}{n}}\vartheta _{00}\left[\exp \left(-{\frac {1}{n^{2}}}\right)\right]}={\sqrt {\pi }}} |

Außerdem gilt mit der genannten Definition der Theta-Hauptnullwertfunktion:
{\displaystyle {\color {Navy}\lim _{n\rightarrow \infty }{\frac {1}{n}}\vartheta _{00}\left[\exp \left(-{\frac {1}{n^{2}}}\right)\right]}=\lim _{n\rightarrow \infty }{\frac {1}{n}}\sum _{k=-\infty }^{\infty }\exp \left[-\left({\frac {k}{n}}\right)^{2}\right]=\int _{-\infty }^{\infty }\exp(-x^{2})\,\mathrm {d} x}
Daraus folgt über die Gaußsche Glockenkurve dieses Resultat:
{\displaystyle \int _{-\infty }^{\infty }\exp(-x^{2})\,\mathrm {d} x={\sqrt {\pi }}}

## Zusammenhang mit Modulformen und elliptischen Funktionen

### Modulidentitäten der Thetafunktionen
Die grundlegenden modulären Identitäten der Theta-Nullwertfunktionen in Abhängigkeit von der Funktion des elliptischen Nomens beziehungsweise der Jacobischen Entwicklungsgröße lauten so:
{\displaystyle \vartheta _{00}[q(k)]={\sqrt {2\pi ^{-1}K(k)}}}
{\displaystyle \vartheta _{01}[q(k)]={\sqrt[{4}]{1-k^{2}}}\,{\sqrt {2\pi ^{-1}K(k)}}}
{\displaystyle \vartheta _{10}[q(k)]={\sqrt {|k|}}\,{\sqrt {2\pi ^{-1}K(k)}}}
An der Gegenüberstellung dieser drei Formeln ist die Jacobische Identität erkennbar. Der Kleinbuchstabe q steht für das elliptische Nomen und diese Funktion wird so definiert:
{\displaystyle q(k)=\exp {\biggl [}-\pi \,{\frac {K({\sqrt {1-k^{2}}})}{K(k)}}{\biggr ]}}
Der in der Exponentialfunktionsklammer der Definition des elliptischen Nomens gezeigte Quotient aus dem K-Integral des pythagoräisch komplementären Moduls dividiert durch das K-Integral des Moduls selbst wird als reelles Viertelperiodenverhältnis oder auch als reelles Halbperiodenverhältnis bezeichnet. Der Großbuchstabe K selbst bringt das vollständige elliptische Integral erster Art beziehungsweise die jacobische Viertelperiode zum Ausdruck. Das vollständige elliptische Integral erster Art ist eine Funktion in Abhängigkeit von exakt einer Variable. Und diese Variable wird elliptischer Modul oder auch numerische Exzentrizität genannt. Das mit dem großen K bezeichnete vollständige elliptische Integral erster Art kann nach Adrien Marie Legendre mit folgender Summe und mit folgenden Integralen in Abhängigkeit vom Modul ε oder k definiert werden:
{\displaystyle K(\varepsilon )={\frac {\pi }{2}}\sum _{n=0}^{\infty }{\frac {[(2n)!]^{2}}{16^{n}(n!)^{4}}}\,\varepsilon ^{2n}}
{\displaystyle K(\varepsilon )=\int _{0}^{\pi /2}{\frac {1}{\sqrt {1-\varepsilon ^{2}\sin(\varphi )^{2}}}}\,\mathrm {d} \varphi =\int _{0}^{1}{\frac {1}{\sqrt {(1-x^{2})(1-\varepsilon ^{2}x^{2})}}}\,\mathrm {d} x}

### Zusammenhang mit der Dedekindschen Etafunktion
Die Thetafunktion hängt eng zusammen mit der Dedekindschen Etafunktion, es gilt:
{\displaystyle \vartheta (0,\tau )={\frac {\eta ^{2}({\frac {\tau +1}{2}})}{\eta (\tau +1)}}}

### Die Thetafunktion als Modulform zu einer Untergruppe der Modulgruppe
Mittels der Thetafunktion lassen sich Modulformen definieren. Setzt man {\displaystyle f(\tau ):=\vartheta ^{8}(\tau )}, so gilt aufgrund des Transformationsverhaltens:
{\displaystyle f(\tau +2)=f(\tau )\quad {\text{und}}\quad f\left(-{\frac {1}{\tau }}\right)=\tau ^{4}f(\tau )}
Die Funktion {\displaystyle f(\tau )} ist also eine Modulform vom Gewicht 4 zu der von den beiden Transformationen {\displaystyle \tau \mapsto \tau +2} und {\displaystyle \tau \mapsto -{\tfrac {1}{\tau }}} erzeugten Untergruppe {\displaystyle \Gamma _{\vartheta }} der
Modulgruppe {\displaystyle \Gamma }.

### Quotienten von Thetafunktionen
Die Thetafunktion lässt sich zur Definition elliptischer Funktionen heranziehen. Setzt man etwa für festes {\displaystyle \tau \in \mathbb {H} \colon }
{\displaystyle f(z)={\frac {\vartheta ^{2}(z+{\frac {1}{2}},\tau )}{\vartheta ^{2}(z,\tau )}}},
so ist {\displaystyle f(z)} eine elliptische Funktion zum Gitter {\displaystyle \mathbb {Z} +\mathbb {Z} \tau }.
Auf ähnliche Weise lässt sich auch die Weierstraßsche ℘-Funktion konstruieren. Erfüllt nämlich eine holomorphe Funktion {\displaystyle f(z)} die beiden Bedingungen
{\displaystyle f(z+1)=f(z)}
{\displaystyle f(z+\tau )={\text{e}}^{-az-b}f(z)}
für ein festes {\displaystyle \tau \in \mathbb {H} }, so ist die zweite logarithmische Ableitung eine elliptische Funktion zum Gitter {\displaystyle \mathbb {Z} +\mathbb {Z} \tau }. Beispielsweise gilt für die Weierstraßsche ℘-Funktion:
{\displaystyle \wp (z)=-{\frac {{\text{d}}^{2}}{{\text{d}}z^{2}}}\log \Theta _{1}(z,\tau )+c}
mit einer passenden Konstanten {\displaystyle c}.

## Erzeugende Funktionen der Partitionszahlenfolgen

### Oberpartitionszahlenfolge
Die Maclaurinsche Reihe für den Kehrwert der Funktion ϑ₀₁ hat als Koeffizienten die Zahlen der Oberpartitionsfolge mit stets positivem Vorzeichen:
{\displaystyle {\frac {1}{\vartheta _{01}(x)}}=\prod _{n=1}^{\infty }{\frac {1+x^{n}}{1-x^{n}}}=\sum _{k=0}^{\infty }{\overline {P}}(k)x^{k}}
{\displaystyle {\frac {1}{\vartheta _{01}(x)}}=1+2x+4x^{2}+8x^{3}+14x^{4}+24x^{5}+40x^{6}+64x^{7}+100x^{8}+154x^{9}+232x^{10}+\dots }
Wenn zu einer gegebenen Zahl {\displaystyle k} alle Partitionen so aufgestellt werden, dass die Summandengröße niemals steigt, und bei jeder so beschaffenen Partition all diejenigen Summanden markiert werden dürfen, die keinen gleich großen Summanden links von sich haben, dann wird die sich dadurch ergebende Anzahl der markierten Partitionen in Abhängigkeit von {\displaystyle k} durch die Oberpartitionsfunktion {\displaystyle {\overline {P}}(k)} beschrieben.
Erstes Beispiel:
{\displaystyle {\overline {P}}(4)=14}
Diese 14 Möglichkeiten der Partitionsmarkierungen existieren für die Summe 4:
| (4), (4), (3+1), (3+1), (3+1), (3+1), (2+2), (2+2), (2+1+1), (2+1+1), (2+1+1), (2+1+1), (1+1+1+1), (1+1+1+1) |

Zweites Beispiel:
{\displaystyle {\overline {P}}(5)=24}
Diese 24 Möglichkeiten der Partitionsmarkierungen existieren für die Summe 5:
| (5), (5), (4+1), (4+1), (4+1), (4+1), (3+2), (3+2), (3+2), (3+2), (3+1+1), (3+1+1), (3+1+1), (3+1+1), (2+2+1), (2+2+1), (2+2+1), (2+2+1), (2+1+1+1), (2+1+1+1), (2+1+1+1), (2+1+1+1), (1+1+1+1+1), (1+1+1+1+1) |

### Reguläre Partitionszahlenfolge

Halblogarithmische Darstellung der Partitionsfunktion

Die reguläre Partitionsfolge {\displaystyle P(n)} selbst gibt die Anzahl der Möglichkeiten an, auf wie viele Weisen eine positive, ganze Zahl {\displaystyle n} insgesamt in positive, ganze Summanden zerlegt werden kann. Für die Zahlen {\displaystyle n=1} bis {\displaystyle n=5} sind die zugehörigen Partitionszahlen {\displaystyle P} mit allen zugehörigen Zahlpartitionen in folgender Tabelle aufgelistet:
| n | P(n) | Zahlpartitionen                                             |
| - | ---- | ----------------------------------------------------------- |
| 0 | 1    | () leere Partition/leere Summe                              |
| 1 | 1    | (1)                                                         |
| 2 | 2    | (1+1), (2)                                                  |
| 3 | 3    | (1+1+1), (1+2), (3)                                         |
| 4 | 5    | (1+1+1+1), (1+1+2), (2+2), (1+3), (4)                       |
| 5 | 7    | (1+1+1+1+1), (1+1+1+2), (1+2+2), (1+1+3), (2+3), (1+4), (5) |

Die erzeugende Funktion der regulären Partitionszahlenfolge kann auf folgende Weise über das Pochhammersche Produkt dargestellt werden:
{\displaystyle \sum _{k=0}^{\infty }P(k)x^{k}={\frac {1}{(x;x)_{\infty }}}}

### Strikte Partitionszahlenfolge
Und die strikte Partitionsfolge {\displaystyle Q(n)} gibt die Anzahl der Möglichkeiten an, auf wie viele Weisen eine solche Zahl {\displaystyle n} so in positive ganze Summanden zerlegt werden kann, dass jeder Summand höchstens einmal auftaucht beziehungsweise kein Summandenwert wiederholt vorkommt. Exakt die gleiche Folge entsteht auch dann, wenn in den Partitionssummen nur ungerade Summanden enthalten sind, aber diese auch mehrfach vorkommen dürfen. Beide Darstellungen für die strikte Partitionszahlenfolge werden in der nachfolgenden Tabelle gegenübergestellt:
| n | Q(n) | Zahlpartitionen ohne wiederholte Summanden | Zahlpartitionen mit nur ungeraden Summanden                          |
| - | ---- | ------------------------------------------ | -------------------------------------------------------------------- |
| 0 | 1    | () leere Partition/leere Summe             | () leere Partition/leere Summe                                       |
| 1 | 1    | (1)                                        | (1)                                                                  |
| 2 | 1    | (2)                                        | (1+1)                                                                |
| 3 | 2    | (1+2), (3)                                 | (1+1+1), (3)                                                         |
| 4 | 2    | (1+3), (4)                                 | (1+1+1+1), (1+3)                                                     |
| 5 | 3    | (2+3), (1+4), (5)                          | (1+1+1+1+1), (1+1+3), (5)                                            |
| 6 | 4    | (1+2+3), (2+4), (1+5), (6)                 | (1+1+1+1+1+1), (1+1+1+3), (3+3), (1+5)                               |
| 7 | 5    | (1+2+4), (3+4), (2+5), (1+6), (7)          | (1+1+1+1+1+1+1), (1+1+1+1+3), (1+3+3), (1+1+5), (7)                  |
| 8 | 6    | (1+3+4), (1+2+5), (3+5), (2+6), (1+7), (8) | (1+1+1+1+1+1+1+1), (1+1+1+1+1+3), (1+1+3+3), (1+1+1+5), (3+5), (1+7) |

Die erzeugende Funktion der strikten Partitionszahlenfolge kann so über das Pochhammersche Produkt dargestellt werden:
{\displaystyle \sum _{k=0}^{\infty }Q(k)x^{k}={\frac {1}{(x;x^{2})_{\infty }}}}

### Beziehungen der Partitionszahlenfolgen zueinander
In der Online-Enzyklopädie der Zahlenfolgen beziehungsweise Online Encyclopedia of Integer Sequences (OEIS) ist die Folge der regulären Partitionszahlen {\displaystyle P(n)} unter dem Code A000041, die Folge der strikten Partitionen {\displaystyle Q(n)} unter dem Code A000009 und die Folge der Oberpartitionen {\displaystyle {\overline {P}}(n)} unter dem Code A015128 verzeichnet. Alle Oberpartitionen ab Index {\displaystyle n=1} sind gerade.
Die Folge der Oberpartitionen {\displaystyle {\overline {P}}(n)} kann mit der regulären Partitionsfolge P und der strikten Partitionsfolge Q so erzeugt werden:
{\displaystyle {\overline {P}}(n)=\sum _{k=0}^{n}P(n-k)Q(k)}
In der folgenden Tabelle der Zahlenfolgen soll diese nun gezeigte Formel exemplarisch angewendet werden:
| n | P(n) | Q(n) | {\displaystyle {\overline {P}}(n)}     |
| - | ---- | ---- | -------------------------------------- |
| 0 | 1    | 1    | 1 = 1·1                                |
| 1 | 1    | 1    | 2 = 1·1 + 1·1                          |
| 2 | 2    | 1    | 4 = 2·1 + 1·1 + 1·1                    |
| 3 | 3    | 2    | 8 = 3·1 + 2·1 + 1·1 + 1·2              |
| 4 | 5    | 2    | 14 = 5·1 + 3·1 + 2·1 + 1·2 + 1·2       |
| 5 | 7    | 3    | 24 = 7·1 + 5·1 + 3·1 + 2·2 + 1·2 + 1·3 |

Mit dieser Eigenschaft zusammenhängend kann über die Funktion ϑ₀₁ auch folgende Kombination zweier Summenreihen aufgestellt werden:
{\displaystyle \vartheta _{01}(x)={\biggl [}\sum _{k=0}^{\infty }P(k)x^{k}{\biggr ]}^{-1}{\biggl [}\sum _{k=0}^{\infty }Q(k)x^{k}{\biggr ]}^{-1}}

## Pochhammersche Produkte

### Wichtigste Identitäten von den Pochhammer-Produktreihen

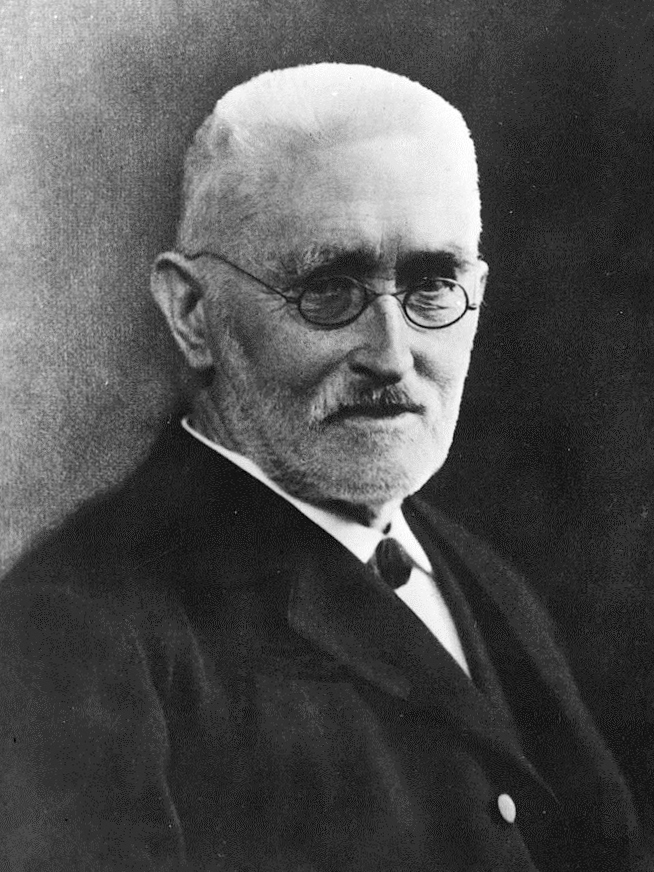
Julius Wilhelm Richard Dedekind

Das Nomen-Pochhammer-Symbol ist so definiert:
{\displaystyle (y;z)_{\infty }=\prod _{k=0}^{\infty }(1-yz^{k})}

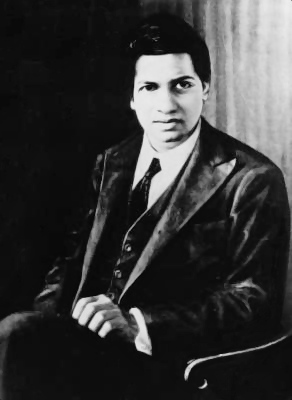
Srinivasa Ramanujan (श्रीनिवास रामानुजन)

Für folgendes unendliche Produkt in Darstellung mit dem Pochhammer-Symbol gilt diese Identität:
{\displaystyle (x;x^{2})_{\infty }={\biggl [}\sum _{k=0}^{\infty }Q(k)x^{k}{\biggr ]}^{-1}=\vartheta _{00}(x)^{-1/6}\vartheta _{01}(x)^{1/3}{\biggl [}{\frac {\vartheta _{00}(x)^{4}-\vartheta _{01}(x)^{4}}{16\,x}}{\biggr ]}^{-1/24}}
Dieses Produkt ist zugleich der Kehrwert von der erzeugenden Funktion der strikten Partitionszahlenfolge Q(n) und hat die genannte Identität zu den Theta-Nullwertfunktionen. Srinivasa Ramanujan entdeckte diese Identität zu den Thetafunktionen und schrieb sie in seinem berühmten Werk Modular Equations and Approximations to π nieder. Ebenso wurde dieser Zusammenhang von Julius Wilhelm Richard Dedekind erkannt und in seiner Theorie über die Etafunktion behandelt. Eng verwandt mit dem genannten Produkt ist das Eulersche Pochhammer-Produkt, das der Kehrwert der erzeugenden Funktion von der regulären Partitionszahlenfolge P(n) ist. Für das Eulersche Produkt gilt folgende Identität:
{\displaystyle (x;x)_{\infty }={\biggl [}\sum _{k=0}^{\infty }P(k)x^{k}{\biggr ]}^{-1}=\vartheta _{00}(x)^{1/6}\vartheta _{01}(x)^{2/3}{\biggl [}{\frac {\vartheta _{00}(x)^{4}-\vartheta _{01}(x)^{4}}{16\,x}}{\biggr ]}^{1/24}}
Es gilt für die beiden zuletzt genannten Formeln der Gültigkeitsbereich {\displaystyle -1<x<1} für alle reellen {\displaystyle x}-Werte.
Das Produkt aus diesen beiden Pochhammer-Produkten liefert direkt das Resultat einer Definition:
{\displaystyle (x;x)_{\infty }(x;x^{2})_{\infty }=\vartheta _{01}(x)}

### Pentagonalzahlensatz
Mit Hilfe der Thetafunktion und deren Produktdarstellung lässt sich der Pentagonalzahlensatz beweisen. Der Pentagonalzahlensatz hat diese definierende Identität:
{\displaystyle (x;x)_{\infty }=1+\sum _{n=1}^{\infty }{\bigl [}-x^{{\text{Fn}}(2n-1)}-x^{{\text{Kr}}(2n-1)}+x^{{\text{Fn}}(2n)}+x^{{\text{Kr}}(2n)}{\bigr ]}}
Hierbei gelten für die Fünfeckszahlen und die Kartenhauszahlen diese grundlegenden Definitionen:
{\displaystyle {\text{Fn}}(z)={\tfrac {1}{2}}z(3z-1)}
{\displaystyle {\text{Kr}}(z)={\tfrac {1}{2}}z(3z+1)}
Als weitere Anwendung erhält man eine Formel für die dritte Potenz des Euler-Produktes:
{\displaystyle (x;x)^{3}=\prod _{n=1}^{\infty }(1-x^{n})^{3}=\sum _{m=0}^{\infty }(-1)^{m}(2m+1)x^{m(m+1)/2}}

## Herleitung der Theta-Nullwerte

### Identität über die Eulersche Betafunktion
Im Folgenden sollen exemplarisch drei wichtige Thetafunktionswerte hergeleitet werden:
So ist die Eulersche Betafunktion in ihrer reduzierten Form definiert:
{\displaystyle \beta (x)={\frac {\Gamma (x)^{2}}{\Gamma (2x)}}}
Generell ist für allen natürlichen Zahlen n ∈ ℕ diese Formel über die Eulersche Betafunktion gültig:
{\displaystyle {\frac {4^{-1/(n+2)}}{n+2}}\csc {\bigl (}{\frac {\pi }{n+2}}{\bigr )}\beta {\biggl [}{\frac {n}{2(n+2)}}{\biggr ]}=\int _{0}^{\infty }{\frac {1}{\sqrt {x^{n+2}+1}}}\,\mathrm {d} x}

### Exemplarische elliptische Integrale
Im Folgenden werden einige singuläre elliptische Integralwerte hergeleitet:
| Die nun folgende Funktion hat die nachfolgende lemniskatisch elliptische Stammfunktion: {\displaystyle {\frac {1}{\sqrt {x^{4}+1}}}={\frac {\mathrm {d} }{\mathrm {d} x}}\,{\frac {1}{2}}F{\biggl [}2\arctan(x);{\frac {1}{2}}{\sqrt {2}}\,{\biggr ]}} Für den Wert {\displaystyle n=2} erscheint diese Identität: {\displaystyle {\frac {1}{4{\sqrt {2}}}}\csc {\bigl (}{\frac {\pi }{4}}{\bigr )}\beta {\bigl (}{\frac {1}{4}}{\bigr )}=\int _{0}^{\infty }{\frac {1}{\sqrt {x^{4}+1}}}\,\mathrm {d} x={\biggl \{}{\frac {1}{2}}F{\biggl [}2\arctan(x);{\frac {1}{2}}{\sqrt {2}}\,{\biggr ]}{\biggr \}}_{x=0}^{x=\infty }=} {\displaystyle ={\frac {1}{2}}F{\bigl (}\pi ;{\frac {1}{2}}{\sqrt {2}}{\bigr )}=K{\bigl (}{\frac {1}{2}}{\sqrt {2}}{\bigr )}} Daraus folgt: {\displaystyle {\color {ForestGreen}K{\bigl (}{\frac {1}{2}}{\sqrt {2}}{\bigr )}={\frac {1}{4}}\beta {\bigl (}{\frac {1}{4}}{\bigr )}}} |

| Die hier folgende Funktion hat die nachfolgende äquianharmonisch elliptische Stammfunktion: {\displaystyle {\frac {1}{\sqrt {x^{6}+1}}}={\frac {\mathrm {d} }{\mathrm {d} x}}\,{\frac {1}{6}}{\sqrt[{4}]{27}}F{\biggl [}2\arctan {\biggl (}{\frac {{\sqrt[{4}]{3}}\,x}{\sqrt {x^{2}+1}}}{\biggr )};{\frac {1}{4}}({\sqrt {6}}+{\sqrt {2}}){\biggr ]}} Für den Wert {\displaystyle n=4} erscheint jene Identität: {\displaystyle {\frac {1}{6{\sqrt[{3}]{2}}}}\csc {\bigl (}{\frac {\pi }{6}}{\bigr )}\beta {\bigl (}{\frac {1}{3}}{\bigr )}=\int _{0}^{\infty }{\frac {1}{\sqrt {x^{6}+1}}}\,\mathrm {d} x={\biggl \{}{\frac {1}{6}}{\sqrt[{4}]{27}}F{\biggl [}2\arctan {\biggl (}{\frac {{\sqrt[{4}]{3}}\,x}{\sqrt {x^{2}+1}}}{\biggr )};{\frac {1}{4}}({\sqrt {6}}+{\sqrt {2}}){\biggr ]}{\biggr \}}_{x=0}^{x=\infty }=} {\displaystyle ={\frac {1}{6}}{\sqrt[{4}]{27}}F{\bigl [}2\arctan({\sqrt[{4}]{3}});{\frac {1}{4}}({\sqrt {6}}+{\sqrt {2}}){\bigr ]}={\frac {2}{9}}{\sqrt[{4}]{27}}K{\bigl [}{\frac {1}{4}}({\sqrt {6}}+{\sqrt {2}}){\bigr ]}={\frac {2}{3}}{\sqrt[{4}]{3}}K{\bigl [}{\frac {1}{4}}({\sqrt {6}}-{\sqrt {2}}){\bigr ]}} Daraus folgt: {\displaystyle {\color {ForestGreen}K{\bigl [}{\frac {1}{4}}({\sqrt {6}}-{\sqrt {2}}){\bigr ]}={\frac {1}{2{\sqrt[{3}]{2}}{\sqrt[{4}]{3}}}}\beta {\bigl (}{\frac {1}{3}}{\bigr )}}} |

| Und die folgende Funktion hat die nachfolgende elliptische Stammfunktion: {\displaystyle {\frac {1}{\sqrt {x^{8}+1}}}={\frac {\mathrm {d} }{\mathrm {d} x}}\,{\frac {1}{4}}\sec {\bigl (}{\frac {\pi }{8}}{\bigr )}F{\biggl \{}2\arctan {\biggl [}{\frac {2\cos(\pi /8)\,x}{{\sqrt {x^{4}+{\sqrt {2}}\,x^{2}+1}}-x^{2}+1}}{\biggr ]};2{\sqrt[{4}]{2}}\sin {\bigl (}{\frac {\pi }{8}}{\bigr )}{\biggr \}}+{\frac {1}{4}}\sec {\bigl (}{\frac {\pi }{8}}{\bigr )}F{\biggl \{}\arcsin {\biggl [}{\frac {2\cos(\pi /8)\,x}{x^{2}+1}}{\biggr ]};\tan {\bigl (}{\frac {\pi }{8}}{\bigr )}{\biggr \}}} Für den Wert {\displaystyle n=6} erscheint die folgende Identität: {\displaystyle {\frac {1}{8{\sqrt[{4}]{2}}}}\csc {\bigl (}{\frac {\pi }{8}}{\bigr )}\beta {\bigl (}{\frac {3}{8}}{\bigr )}=\int _{0}^{\infty }{\frac {1}{\sqrt {x^{8}+1}}}\,\mathrm {d} x=} {\displaystyle ={\biggl \langle }{\frac {1}{4}}\sec {\bigl (}{\frac {\pi }{8}}{\bigr )}F{\biggl \{}2\arctan {\biggl [}{\frac {2\cos(\pi /8)\,x}{{\sqrt {x^{4}+{\sqrt {2}}\,x^{2}+1}}-x^{2}+1}}{\biggr ]};2{\sqrt[{4}]{2}}\sin {\bigl (}{\frac {\pi }{8}}{\bigr )}{\biggr \}}+{\frac {1}{4}}\sec {\bigl (}{\frac {\pi }{8}}{\bigr )}F{\biggl \{}\arcsin {\biggl [}{\frac {2\cos(\pi /8)\,x}{x^{2}+1}}{\biggr ]};\tan {\bigl (}{\frac {\pi }{8}}{\bigr )}{\biggr \}}{\biggr \rangle }_{x=0}^{x=\infty }=} {\displaystyle ={\frac {1}{4}}\sec {\bigl (}{\frac {\pi }{8}}{\bigr )}F{\bigl [}\pi ;2{\sqrt[{4}]{2}}\sin {\bigl (}{\frac {\pi }{8}}{\bigr )}{\bigr ]}={\frac {1}{2}}\sec {\bigl (}{\frac {\pi }{8}}{\bigr )}K({\sqrt {2{\sqrt {2}}-2}}{\bigr )}=2\sin {\bigl (}{\frac {\pi }{8}}{\bigr )}K({\sqrt {2}}-1)} Daraus folgt: {\displaystyle {\color {ForestGreen}K({\sqrt {2}}-1)={\frac {1}{8}}{\sqrt[{4}]{2}}\,({\sqrt {2}}+1)\,\beta {\bigl (}{\frac {3}{8}}{\bigr )}}} |

### Kombination der Integralidentitäten mit dem Nomen
Diese wichtigen Werte hat die elliptische Nomenfunktion:
{\displaystyle q({\tfrac {1}{2}}{\sqrt {2}})=\exp(-\pi )}
{\displaystyle q[{\tfrac {1}{4}}({\sqrt {6}}-{\sqrt {2}})]=\exp(-{\sqrt {3}}\,\pi )}
{\displaystyle q({\sqrt {2}}-1)=\exp(-{\sqrt {2}}\,\pi )}
Für den Beweis der Richtigkeit dieser Nomenwerte siehe den Artikel Elliptisches Nomen!
Basierend auf diesen Integralidentitäten und den oben genannten Modulidentitäten der Thetafunktionen im gleichnamigen Abschnitt dieses Artikels sollen nun exemplarische Theta-Nullwerte ermittelt werden:
{\displaystyle \vartheta _{00}[q(k)]={\sqrt {2\pi ^{-1}K(k)}}}
{\displaystyle \vartheta _{00}[\exp(-\pi )]=\vartheta _{00}[q({\tfrac {1}{2}}{\sqrt {2}})]={\sqrt {2\pi ^{-1}K({\tfrac {1}{2}}{\sqrt {2}})}}=2^{-1/2}\pi ^{-1/2}\beta ({\tfrac {1}{4}})^{1/2}=2^{-1/4}{\sqrt[{4}]{\pi }}\,{\Gamma {\bigl (}{\tfrac {3}{4}}{\bigr )}}^{-1}}
{\displaystyle \vartheta _{00}[\exp(-{\sqrt {3}}\,\pi )]=\vartheta _{00}{\bigl \{}q{\bigl [}{\tfrac {1}{4}}({\sqrt {6}}-{\sqrt {2}}){\bigr ]}{\bigr \}}={\sqrt {2\pi ^{-1}K{\bigl [}{\tfrac {1}{4}}({\sqrt {6}}-{\sqrt {2}}){\bigr ]}}}=2^{-1/6}3^{-1/8}\pi ^{-1/2}\beta ({\tfrac {1}{3}})^{1/2}}
{\displaystyle \vartheta _{00}[\exp(-{\sqrt {2}}\,\pi )]=\vartheta _{00}[q({\sqrt {2}}-1)]={\sqrt {2\pi ^{-1}K({\sqrt {2}}-1)}}=2^{-1/8}\cos({\tfrac {1}{8}}\pi )\,\pi ^{-1/2}\beta ({\tfrac {3}{8}})^{1/2}}
{\displaystyle \vartheta _{01}[q(k)]={\sqrt[{4}]{1-k^{2}}}\,{\sqrt {2\pi ^{-1}K(k)}}}
{\displaystyle \vartheta _{01}[\exp(-{\sqrt {2}}\,\pi )]=\vartheta _{01}[q({\sqrt {2}}-1)]={\sqrt[{4}]{2{\sqrt {2}}-2}}\,{\sqrt {2\pi ^{-1}K({\sqrt {2}}-1)}}=2^{-1/4}\cos({\tfrac {1}{8}}\pi )^{1/2}\,\pi ^{-1/2}\beta ({\tfrac {3}{8}})^{1/2}}

## Wertelisten der Theta-Nullwertfunktionen

### Lemniskatische Werte
In der folgenden Tabelle werden die lemniskatisch beschaffenen Werte von den Funktionen ϑ₁₀(x) und ϑ₀₀(x) genannt:
| x                                   | ϑ₁₀(x) | ϑ₀₀(x) | ϑ₁₀(x)²/ϑ₀₀(x)² |
| ----------------------------------- | --- | --- | --------------- |
| {\displaystyle {\text{e}}^{-\pi }}  | {\displaystyle {\sqrt[{4}]{\pi }}\,{\Gamma \left({\tfrac {3}{4}}\right)}^{-1}2^{-1/4}={\sqrt {G}}}                                                    | {\displaystyle {\sqrt[{4}]{\pi }}\,{\Gamma \left({\tfrac {3}{4}}\right)}^{-1}=2^{1/4}{\sqrt {G}}}                     | λ*(1)           |
| {\displaystyle {\text{e}}^{-2\pi }} | {\displaystyle {\sqrt[{4}]{\pi }}\,{\Gamma \left({\tfrac {3}{4}}\right)}^{-1}2^{-3/4}{\sqrt {{\sqrt {2}}-1}}}                                         | {\displaystyle {\sqrt[{4}]{\pi }}\,{\Gamma \left({\tfrac {3}{4}}\right)}^{-1}2^{-3/4}{\sqrt {{\sqrt {2}}+1}}}         | λ*(4)           |
| {\displaystyle {\text{e}}^{-3\pi }} | {\displaystyle {\sqrt[{4}]{\pi }}\,{\Gamma \left({\tfrac {3}{4}}\right)}^{-1}2^{-3/2}3^{-3/8}{\sqrt {{\sqrt {3}}-1}}({\sqrt {3}}+1-{\sqrt[{4}]{12}})} | {\displaystyle {\sqrt[{4}]{\pi }}\,{\Gamma \left({\tfrac {3}{4}}\right)}^{-1}2^{-1/4}3^{-3/8}{\sqrt {{\sqrt {3}}+1}}} | λ*(9)           |
| {\displaystyle {\text{e}}^{-4\pi }} | {\displaystyle {\sqrt[{4}]{\pi }}\,{\Gamma \left({\tfrac {3}{4}}\right)}^{-1}2^{-5/4}({\sqrt[{4}]{2}}-1)}                                             | {\displaystyle {\sqrt[{4}]{\pi }}\,{\Gamma \left({\tfrac {3}{4}}\right)}^{-1}2^{-5/4}({\sqrt[{4}]{2}}+1)}             | λ*(16)          |
| {\displaystyle {\text{e}}^{-5\pi }} | {\displaystyle {\sqrt[{4}]{\pi }}\,{\Gamma \left({\tfrac {3}{4}}\right)}^{-1}2^{-5/4}5^{-1/2}({\sqrt[{4}]{5}}-1)^{2}\Phi ^{-1/2}}                     | {\displaystyle {\sqrt[{4}]{\pi }}\,{\Gamma \left({\tfrac {3}{4}}\right)}^{-1}5^{-1/2}\Phi ^{3/2}}                     | λ*(25)          |

Weitere Werte für ϑ₀₀(x):
{\displaystyle \vartheta _{00}({\text{e}}^{-6\pi })={\sqrt[{4}]{\pi }}\,{\Gamma \left({\tfrac {3}{4}}\right)}^{-1}2^{-2}3^{-3/8}{\sqrt {\cot({\tfrac {1}{24}}\pi )}}({\sqrt[{4}]{3}}+1)({\sqrt {3}}+1-{\sqrt[{4}]{12}})}
{\displaystyle \vartheta _{00}({\text{e}}^{-7\pi })={\sqrt[{4}]{\pi }}\,{\Gamma \left({\tfrac {3}{4}}\right)}^{-1}2^{-5/8}7^{-7/16}{\sqrt[{4}]{3+{\sqrt {7}}}}{\sqrt {5-{\sqrt {7}}+{\sqrt[{4}]{28}}}}}
{\displaystyle \vartheta _{00}({\text{e}}^{-8\pi })={\sqrt[{4}]{\pi }}\,{\Gamma \left({\tfrac {3}{4}}\right)}^{-1}2^{-2}({\sqrt {2+{\sqrt {2}}}}+2^{7/8})}
{\displaystyle \vartheta _{00}({\text{e}}^{-9\pi })={\sqrt[{4}]{\pi }}\,{\Gamma \left({\tfrac {3}{4}}\right)}^{-1}3^{-1}({\sqrt[{3}]{2{\sqrt {3}}+2}}+1)}
{\displaystyle \vartheta _{00}({\text{e}}^{-10\pi })={\sqrt[{4}]{\pi }}\,{\Gamma \left({\tfrac {3}{4}}\right)}^{-1}5^{-1/2}\Phi ^{3/2}\cos {\bigl [}{\tfrac {1}{4}}\arcsin {\bigl (}\Phi ^{-12}{\bigr )}{\bigr ]}}
{\displaystyle \vartheta _{00}({\text{e}}^{-11\pi })={\sqrt[{4}]{\pi }}\,{\Gamma \left({\tfrac {3}{4}}\right)}^{-1}2^{-5/4}11^{-5/8}{\sqrt {{\sqrt {11}}+3}}\,{\bigl \{}4+{\sqrt {11}}-3{\sqrt {3}}\tanh {\bigl [}{\tfrac {1}{4}}\operatorname {arcosh} ({\tfrac {7}{4}})+{\tfrac {1}{2}}\operatorname {artanh} ({\tfrac {4}{9}}{\sqrt {3}})-{\tfrac {1}{6}}\operatorname {artanh} ({\tfrac {1}{27}}{\sqrt {3}}){\bigr ]}{\bigr \}}}
{\displaystyle \vartheta _{00}({\text{e}}^{-12\pi })={\sqrt[{4}]{\pi }}\,{\Gamma \left({\tfrac {3}{4}}\right)}^{-1}2^{-2}3^{-3/8}{\sqrt {\cot({\tfrac {1}{24}}\pi )}}({\sqrt[{4}]{3}}+1)({\sqrt {3}}+1-{\sqrt[{4}]{12}})\cos {\bigl \{}{\tfrac {1}{2}}\arcsin {\bigl [}{\tfrac {1}{2}}(2+{\sqrt {3}})({\sqrt {3}}-{\sqrt {2}})^{2}({\sqrt {2}}-1)^{2}({\sqrt[{4}]{3}}-1)^{4}{\bigr ]}{\bigr \}}}
{\displaystyle \vartheta _{00}({\text{e}}^{-13\pi })={\sqrt[{4}]{\pi }}\,{\Gamma \left({\tfrac {3}{4}}\right)}^{-1}13^{-1/2}{\sqrt {5{\sqrt {13}}+18}}\,{\bigl \{}{\tfrac {1}{6}}(5{\sqrt {39}}-17{\sqrt {3}})\coth {\bigl [}{\tfrac {1}{3}}\operatorname {artanh} ({\tfrac {6}{11}}{\sqrt {3}})-{\tfrac {1}{2}}\operatorname {arcosh} {\bigl (}{\tfrac {4}{13}}{\sqrt {13}}{\bigr )}{\bigr ]}-{\tfrac {1}{2}}({\sqrt {13}}-3){\bigr \}}}
{\displaystyle \vartheta _{00}({\text{e}}^{-14\pi })={\sqrt[{4}]{\pi }}\,{\Gamma \left({\tfrac {3}{4}}\right)}^{-1}2^{-5/8}7^{-7/16}{\sqrt[{4}]{3+{\sqrt {7}}}}{\sqrt {5-{\sqrt {7}}+{\sqrt[{4}]{28}}}}\,\cos {\bigl \{}{\tfrac {1}{4}}\arcsin {\bigl [}({\tfrac {1}{4}}{\sqrt {14}}+{\tfrac {1}{4}}{\sqrt {2}}-{\tfrac {1}{2}}{\sqrt[{4}]{7}})^{12}{\bigr ]}{\bigr \}}}
{\displaystyle \vartheta _{00}({\text{e}}^{-15\pi })={\sqrt[{4}]{\pi }}\,{\Gamma \left({\tfrac {3}{4}}\right)}^{-1}3^{-1/2}5^{-1/2}\Phi ^{3/2}{\bigl (}{\sqrt {2{\sqrt {1+\Phi ^{-8}+\Phi ^{-16}}}+2+\Phi ^{-8}}}+{\sqrt {1-\Phi ^{-8}}}{\bigr )}^{1/2}}
{\displaystyle \vartheta _{00}({\text{e}}^{-16\pi })={\sqrt[{4}]{\pi }}\,{\Gamma \left({\tfrac {3}{4}}\right)}^{-1}{\bigl [}2^{-9/4}({\sqrt[{4}]{2}}+1)+2^{-23/16}{\sqrt[{4}]{{\sqrt {2}}+1}}{\bigr ]}}
{\displaystyle \vartheta _{00}({\text{e}}^{-17\pi })={\sqrt[{4}]{\pi }}\,{\Gamma \left({\tfrac {3}{4}}\right)}^{-1}2^{-3/2}17^{-1/2}{\bigl [}({\sqrt[{4}]{17}}+1){\sqrt {{\sqrt {17}}-1}}+{\sqrt[{8}]{272}}{\sqrt {{\sqrt {17}}+3}}{\bigr ]}}
{\displaystyle \vartheta _{00}({\text{e}}^{-18\pi })={\sqrt[{4}]{\pi }}\,{\Gamma \left({\tfrac {3}{4}}\right)}^{-1}3^{-1}({\sqrt[{3}]{2{\sqrt {3}}+2}}+1)\cos {\bigl \langle }{\tfrac {1}{4}}\arcsin {\bigl \{}{\bigl [}2{\sqrt {3}}-3-{\sqrt {6}}(2-{\sqrt {3}})^{5/6}+{\sqrt {2}}(2-{\sqrt {3}})^{7/6}{\bigr ]}^{4}{\bigr \}}{\bigr \rangle }}
Hierbei steht {\displaystyle G} für die Gauß-Konstante, die der Quotient lemniskatische Konstante dividiert durch die Kreiszahl ist. Die soeben abgebildeten Werte wurden durch den südkoreanischen Mathematiker Jinhee Yi aus der Nationaluniversität Busan (부산 대학교) erforscht. Seine Resultate wurden anschließend im Journal of Mathematical Analysis and Applications veröffentlicht.
Außerdem gilt:
{\displaystyle \vartheta _{00}[\exp(-{\tfrac {1}{2}}\pi )]={\sqrt[{4}]{\pi }}\,{\Gamma \left({\tfrac {3}{4}}\right)}^{-1}2^{-1/4}{\sqrt {{\sqrt {2}}+1}}}
{\displaystyle \vartheta _{00}[\exp(-{\tfrac {1}{3}}\pi )]={\sqrt[{4}]{\pi }}\,{\Gamma \left({\tfrac {3}{4}}\right)}^{-1}2^{-1/4}3^{1/8}{\sqrt {{\sqrt {3}}+1}}}
Diese beiden Werte können direkt mit der Poissonschen Summenformel ermittelt werden:
{\displaystyle \vartheta _{00}[\exp(-\pi /y)]={\sqrt {y}}\,\vartheta _{00}[\exp(-\pi y)]}
Wenn der Kehrwert der Gelfondschen Konstante mit dem Kehrwert einer ungeraden Zahl potenziert wird, dann entstehen Werte mit zugehörigen Thetafunktionswerten, die mit Hilfe des hyperbolisch lemniskatischen Sinus stark vereinfacht dargestellt werden können:
{\displaystyle \vartheta _{00}[\exp(-{\tfrac {1}{5}}\pi )]={\sqrt[{4}]{\pi }}\,{\Gamma \left({\tfrac {3}{4}}\right)}^{-1}\operatorname {slh} {\bigl (}{\tfrac {1}{5}}{\sqrt {2}}\,\varpi {\bigr )}\operatorname {slh} {\bigl (}{\tfrac {2}{5}}{\sqrt {2}}\,\varpi {\bigr )}}
{\displaystyle \vartheta _{00}[\exp(-{\tfrac {1}{7}}\pi )]={\sqrt[{4}]{\pi }}\,{\Gamma \left({\tfrac {3}{4}}\right)}^{-1}\operatorname {slh} {\bigl (}{\tfrac {1}{7}}{\sqrt {2}}\,\varpi {\bigr )}\operatorname {slh} {\bigl (}{\tfrac {2}{7}}{\sqrt {2}}\,\varpi {\bigr )}\operatorname {slh} {\bigl (}{\tfrac {3}{7}}{\sqrt {2}}\,\varpi {\bigr )}}
{\displaystyle \vartheta _{00}[\exp(-{\tfrac {1}{9}}\pi )]={\sqrt[{4}]{\pi }}\,{\Gamma \left({\tfrac {3}{4}}\right)}^{-1}\operatorname {slh} {\bigl (}{\tfrac {1}{9}}{\sqrt {2}}\,\varpi {\bigr )}\operatorname {slh} {\bigl (}{\tfrac {2}{9}}{\sqrt {2}}\,\varpi {\bigr )}\operatorname {slh} {\bigl (}{\tfrac {3}{9}}{\sqrt {2}}\,\varpi {\bigr )}\operatorname {slh} {\bigl (}{\tfrac {4}{9}}{\sqrt {2}}\,\varpi {\bigr )}}
{\displaystyle \vartheta _{00}[\exp(-{\tfrac {1}{11}}\pi )]={\sqrt[{4}]{\pi }}\,{\Gamma \left({\tfrac {3}{4}}\right)}^{-1}\operatorname {slh} {\bigl (}{\tfrac {1}{11}}{\sqrt {2}}\,\varpi {\bigr )}\operatorname {slh} {\bigl (}{\tfrac {2}{11}}{\sqrt {2}}\,\varpi {\bigr )}\operatorname {slh} {\bigl (}{\tfrac {3}{11}}{\sqrt {2}}\,\varpi {\bigr )}\operatorname {slh} {\bigl (}{\tfrac {4}{11}}{\sqrt {2}}\,\varpi {\bigr )}\operatorname {slh} {\bigl (}{\tfrac {5}{11}}{\sqrt {2}}\,\varpi {\bigr )}}

### Äquianharmonische Werte
Diese äquianharmonischen Funktionswerte hat die Funktion ϑ₀₀:
{\displaystyle \vartheta _{00}[\exp(-{\sqrt {3}}\,\pi )]=\pi ^{-1/2}2^{-1/6}3^{-1/8}\beta ({\tfrac {1}{3}})^{1/2}=2^{1/3}3^{1/8}{\sqrt {\omega _{2}/\pi }}}
{\displaystyle \vartheta _{00}[\exp(-2{\sqrt {3}}\,\pi )]=\pi ^{-1/2}2^{-1/6}3^{-1/8}\beta ({\tfrac {1}{3}})^{1/2}\cos({\tfrac {1}{24}}\pi )}
{\displaystyle \vartheta _{00}[\exp(-3{\sqrt {3}}\,\pi )]=\pi ^{-1/2}2^{-1/6}3^{-7/8}\beta ({\tfrac {1}{3}})^{1/2}({\sqrt[{3}]{2}}+1)}
{\displaystyle \vartheta _{00}[\exp(-4{\sqrt {3}}\,\pi )]=\pi ^{-1/2}2^{-7/6}3^{-1/8}\beta ({\tfrac {1}{3}})^{1/2}[1+{\sqrt {\cos({\tfrac {1}{12}}\pi )}}]}
{\displaystyle \vartheta _{00}[\exp(-5{\sqrt {3}}\,\pi )]=\pi ^{-1/2}2^{-1/6}3^{-9/8}\beta ({\tfrac {1}{3}})^{1/2}\sin({\tfrac {1}{5}}\pi )({\tfrac {2}{5}}{\sqrt[{3}]{100}}+{\tfrac {2}{5}}{\sqrt[{3}]{10}}+{\tfrac {3}{5}}{\sqrt {5}}+1)}
Dabei ist {\displaystyle \omega _{2}} die Omega-2-Konstante des äquianharmonischen Falls.
Einige äquianharmonischen Thetafunktionswerte wurden insbesondere durch die Mathematiker Bruce Berndt und Örs Rebák erforscht.

### Thetafunktionswerte über die Betafunktionswerte der Achtel
Funktionswerte der Form ϑ₀₁:
{\displaystyle \vartheta _{01}[\exp(-{\sqrt {2}}\,\pi )]=2^{-1/4}\pi ^{-1/2}{\sqrt {\cos({\tfrac {1}{8}}\pi )\beta ({\tfrac {3}{8}})}}}
{\displaystyle \vartheta _{01}[\exp(-3{\sqrt {2}}\,\pi )]=2^{-1/4}3^{-1/2}\pi ^{-1/2}{\sqrt {\cos({\tfrac {1}{8}}\pi )\beta ({\tfrac {3}{8}})}}{\sqrt {{\sqrt {3}}+{\sqrt {2}}}}}
{\displaystyle \vartheta _{01}[\exp(-{\tfrac {1}{3}}{\sqrt {2}}\,\pi )]=2^{-1/4}\pi ^{-1/2}{\sqrt {\cos({\tfrac {1}{8}}\pi )\beta ({\tfrac {3}{8}})}}{\sqrt {{\sqrt {3}}-{\sqrt {2}}}}}
{\displaystyle \vartheta _{01}[\exp(-5{\sqrt {2}}\,\pi )]=2^{-1/4}5^{-1/2}\pi ^{-1/2}{\sqrt {\cos({\tfrac {1}{8}}\pi )\beta ({\tfrac {3}{8}})}}{\sqrt {2{\text{g}}(50)+1}}}
{\displaystyle \vartheta _{01}[\exp(-{\tfrac {1}{5}}{\sqrt {2}}\,\pi )]=2^{-1/4}\pi ^{-1/2}{\sqrt {\cos({\tfrac {1}{8}}\pi )\beta ({\tfrac {3}{8}})}}{\sqrt {1-2{\text{g}}(50)^{-1}}}}
Wichtige Konstante {\displaystyle {\text{g}}(50)} und zugehörige Rechenhinweise:
{\displaystyle {\text{g}}(50)=w_{R5}({\sqrt {2}}-1)=2\,[\exp(-5\,{\sqrt {2}}\,\pi );\exp(-10\,{\sqrt {2}}\,\pi )]_{\infty }[\exp(-{\sqrt {2}}\,\pi );\exp(-2\,{\sqrt {2}}\,\pi )]_{\infty }^{-5}=}
{\displaystyle ={\tfrac {1}{2}}{\bigl \{}{\tfrac {4}{3}}{\sqrt {2}}\cos({\tfrac {1}{10}}\pi )\cosh[{\tfrac {1}{3}}\operatorname {artanh} ({\tfrac {3}{8}}{\sqrt {6}})]+{\tfrac {1}{3}}\tan({\tfrac {1}{5}}\pi ){\bigr \}}^{2}-{\tfrac {1}{2}}=}
{\displaystyle ={\bigl \langle }{\tfrac {1}{2}}-{\tfrac {1}{2}}{\bigl \{}{\tfrac {4}{3}}{\sqrt {2}}\sin({\tfrac {1}{5}}\pi )\cosh[{\tfrac {1}{3}}\operatorname {artanh} ({\tfrac {3}{8}}{\sqrt {6}})]-{\tfrac {1}{3}}\cot({\tfrac {1}{10}}\pi ){\bigr \}}^{2}{\bigr \rangle }^{-1}=}
{\displaystyle =\Phi ^{-1}\cot {\bigl [}{\tfrac {1}{4}}\pi -\arctan {\bigl (}{\tfrac {1}{3}}{\sqrt {5}}-{\tfrac {1}{3}}{\sqrt[{3}]{6{\sqrt {30}}+4{\sqrt {5}}}}+{\tfrac {1}{3}}{\sqrt[{3}]{6{\sqrt {30}}-4{\sqrt {5}}}}{\bigr )}{\bigr ]}=}
{\displaystyle \approx 2{,}12190403802900202926}
Zugehörige Gleichungen:
{\displaystyle {\text{g}}(50)^{6}-2\,{\text{g}}(50)^{5}-2\,{\text{g}}(50)-1=0}
{\displaystyle {\text{g}}(50)^{3}-{\text{g}}(50)^{2}-\Phi \,{\text{g}}(50)-\Phi =0}
Diese Konstante spielt in der Galois-Theorie eine wichtige Rolle.
Mit dieser Konstante wird hierbei der Ramanujansche g-Funktionswert {\displaystyle g(50)} ausgedrückt.
Und mit dem griechischen Buchstaben {\displaystyle \Phi ={\tfrac {{\sqrt {5}}+1}{2}}} wird die goldene Zahl dargestellt.

### Singuläre elliptische Integralwerte
Als Singuläre elliptische Integralwerte und im englischen Sprachraum als Elliptic Integral Singular Values werden diejenigen vollständigen elliptischen Integrale bezeichnet, die als algebraische Kombination von den Gammafunktionswerten rationaler Zahlen dargestellt werden können. Eine solche Darstellung ist dann möglich, wenn der Modulbetrag beziehungsweise Exzentrizitätsbetrag der betroffenen elliptischen Integrale gleich einem elliptischen Lambda-Stern-Wert von einer positiven rationalen Zahl ist. Im nun Folgenden sollen basierend auf solchen elliptischen Integralidentitäten weitere Thetafunktionswerte aufgestellt werden:
{\displaystyle \vartheta _{00}[\exp(-{\sqrt {5}}\,\pi )]={\sqrt {2\pi ^{-1}K{\bigl \{}\sin {\bigl [}{\tfrac {1}{2}}\arcsin({\sqrt {5}}-2){\bigr ]}{\bigr \}}}}=2^{-17/40}5^{-5/16}({\sqrt {5}}+1)^{5/8}\cos({\tfrac {1}{20}}\pi )^{1/2}\pi ^{-1/2}{\sqrt {\beta ({\tfrac {9}{20}})}}}
{\displaystyle \vartheta _{00}[\exp(-{\sqrt {7}}\,\pi )]={\sqrt {2\pi ^{-1}K{\bigl [}{\tfrac {1}{8}}(3{\sqrt {2}}-{\sqrt {14}}){\bigr ]}}}=2^{-2/7}7^{-5/8}\cot({\tfrac {1}{7}}\pi )^{1/2}\,\pi ^{-1}{\sqrt {\beta ({\tfrac {2}{7}})\beta ({\tfrac {4}{7}})\beta ({\tfrac {5}{14}})}}}
{\displaystyle \vartheta _{00}[\exp(-{\sqrt {15}}\,\pi )]={\sqrt {2\pi ^{-1}K{\bigl [}{\tfrac {1}{16}}({\sqrt {10}}-{\sqrt {6}})(3-{\sqrt {5}})(2-{\sqrt {3}}){\bigr ]}}}=2^{-3/2}3^{-5/8}5^{-5/8}({\sqrt {5}}+1)\,\pi ^{-1}{\sqrt {\beta ({\tfrac {2}{15}})\beta ({\tfrac {8}{15}})\beta ({\tfrac {1}{3}})}}}
Folgender Funktionswert kann nicht mit der reduzierten Betafunktion als einzige nicht elementare Funktion dargestellt werden:
{\displaystyle \vartheta _{00}[\exp(-{\sqrt {11}}\,\pi )]={\sqrt {2\pi ^{-1}K{\bigl \{}\sin {\bigl [}{\tfrac {1}{2}}\arcsin({\tfrac {1}{2}}T_{TRI}^{-4}){\bigr ]}{\bigr \}}}}={2}^{9/22}{11}^{-3/8}{\pi }^{-1/2}(T_{TRI}^{2}-{T_{TRI}}){\sqrt {\cos({\tfrac {1}{22}}\pi )\cos({\tfrac {3}{22}}\pi )\mathrm {B} ({\tfrac {5}{22}};{\tfrac {15}{22}})}}}
Mit der genannten Bezeichnung wird die Tribonacci-Konstante dargestellt:
{\displaystyle T_{TRI}={\tfrac {1}{3}}{\sqrt[{3}]{19+3{\sqrt {33}}}}+{\tfrac {1}{3}}{\sqrt[{3}]{19-3{\sqrt {33}}}}+{\tfrac {1}{3}}={\tfrac {1}{2}}{\bigl (}{\tfrac {2}{3}}+{\tfrac {1}{3}}{\sqrt[{3}]{3{\sqrt {33}}+17}}-{\tfrac {1}{3}}{\sqrt[{3}]{3{\sqrt {33}}-17}}{\bigr )}^{3}}
{\displaystyle T_{TRI}^{3}-T_{TRI}^{2}-T_{TRI}-1=0}
Und für die erweiterte Eulersche Betafunktion gilt diese Definition:
{\displaystyle \mathrm {B} (a;b)=\Gamma (a)\Gamma (b)/\Gamma (a+b)}

### Theta-Nullwert-Ableitungswerte
Die Hauptthetanullwert-Ableitungsfunktion ϑ'₀₀(x) ist die Ableitung der Funktion ϑ₀₀(x) bezüglich des Nomens x:
{\displaystyle \vartheta '_{00}(x)={\frac {\mathrm {d} }{\mathrm {d} x}}\,\vartheta _{00}(x)}
{\displaystyle \vartheta '_{00}(x)=2+\sum _{n=1}^{\infty }2(n+1)^{2}x^{n(n+2)}}
Diese Identität hat die Hauptthetanullwert-Ableitungsfunktion in Bezug auf das vollständige elliptische Integral zweiter Art:
{\displaystyle \vartheta '_{00}(x)=\vartheta _{00}(x){\bigl [}\vartheta _{00}(x)^{2}+\vartheta _{01}(x)^{2}{\bigr ]}{\biggl \{}{\frac {1}{2\pi x}}E{\biggl [}{\frac {\vartheta _{00}(x)^{2}-\vartheta _{01}(x)^{2}}{\vartheta _{00}(x)^{2}+\vartheta _{01}(x)^{2}}}{\biggr ]}-{\frac {\vartheta _{01}(x)^{2}}{4x}}{\biggr \}}}
Und folgende Werte hat diese Funktion:
{\displaystyle \vartheta '_{00}({\text{e}}^{-\pi })={\frac {{\text{e}}^{\pi }{\sqrt {G}}}{2{\sqrt[{4}]{8}}\,\pi }}}
{\displaystyle \vartheta '_{00}({\text{e}}^{-\pi /2})={\frac {\cos({\tfrac {1}{8}}\pi ){\text{e}}^{\pi /2}{\sqrt {G}}[({\sqrt {2}}-1)\pi G^{2}+1]}{{\sqrt[{4}]{2}}\,\pi }}}
Diese Werte spielen insbesondere in der Theorie über die elliptische Alphafunktion und die elliptische Deltafunktion eine essentielle Rolle.

## Nomentransformationen

### Theta-Nullwert-Transformationen bei Nomenpotenzen
Zu den Transformationen des Nomens bei den Theta-Nullwertfunktionen dienen diese Formeln:
{\displaystyle \vartheta _{10}(x^{2})={\tfrac {1}{2}}{\sqrt {2[\vartheta _{00}(x)^{2}-\vartheta _{01}(x)^{2}]}}}
{\displaystyle \vartheta _{00}(x^{2})={\tfrac {1}{2}}{\sqrt {2[\vartheta _{00}(x)^{2}+\vartheta _{01}(x)^{2}]}}}
{\displaystyle \vartheta _{01}(x^{2})={\sqrt {\vartheta _{01}(x)\vartheta _{00}(x)}}}
Nach der Jacobi-Identität werden somit auch durch die Quadrate der drei Theta-Nullwertfunktionen von der Quadratfunktion als innere Funktion pythagoräische Tripel gebildet. Außerdem gelten jene Transformationen:
{\displaystyle \vartheta _{00}(x^{4})={\tfrac {1}{2}}\vartheta _{00}(x)+{\tfrac {1}{2}}\vartheta _{01}(x)}
{\displaystyle 27\,\vartheta _{00}(x^{3})^{8}-18\,\vartheta _{00}(x^{3})^{4}\vartheta _{00}(x)^{4}-\,\vartheta _{00}(x)^{8}=8\,\vartheta _{00}(x^{3})^{2}\vartheta _{00}(x)^{2}[2\,\vartheta _{01}(x)^{4}-\vartheta _{00}(x)^{4}]}
{\displaystyle 27\,\vartheta _{01}(x^{3})^{8}-18\,\vartheta _{01}(x^{3})^{4}\vartheta _{01}(x)^{4}-\,\vartheta _{01}(x)^{8}=8\,\vartheta _{01}(x^{3})^{2}\vartheta _{01}(x)^{2}[2\,\vartheta _{00}(x)^{4}-\vartheta _{01}(x)^{4}]}
{\displaystyle [\vartheta _{00}(x)^{2}-\vartheta _{00}(x^{5})^{2}][5\,\vartheta _{00}(x^{5})^{2}-\vartheta _{00}(x)^{2}]^{5}=256\,\vartheta _{00}(x^{5})^{2}\vartheta _{00}(x)^{2}\vartheta _{01}(x)^{4}[\vartheta _{00}(x)^{4}-\vartheta _{01}(x)^{4}]}
{\displaystyle [\vartheta _{01}(x^{5})^{2}-\vartheta _{01}(x)^{2}][5\,\vartheta _{01}(x^{5})^{2}-\vartheta _{01}(x)^{2}]^{5}=256\,\vartheta _{01}(x^{5})^{2}\vartheta _{01}(x)^{2}\vartheta _{00}(x)^{4}[\vartheta _{00}(x)^{4}-\vartheta _{01}(x)^{4}]}

### Transformation bei der Kubikwurzel vom Nomen
Die Formeln für die Theta-Nullwert-Funktionswerte von der Kubikwurzel des elliptischen Nomens kommen durch die Gegenüberstellung der beiden reellen Lösung der korrespondierenden quartischen Gleichungen hervor:
{\displaystyle {\biggl [}{\frac {\vartheta _{00}(x^{1/3})^{2}}{\vartheta _{00}(x)^{2}}}-{\frac {3\,\vartheta _{00}(x^{3})^{2}}{\vartheta _{00}(x)^{2}}}{\biggr ]}^{2}=4-4{\biggl [}{\frac {2\,\vartheta _{10}(x)^{2}\vartheta _{01}(x)^{2}}{\vartheta _{00}(x)^{4}}}{\biggr ]}^{2/3}}
{\displaystyle {\biggl [}{\frac {3\,\vartheta _{01}(x^{3})^{2}}{\vartheta _{01}(x)^{2}}}-{\frac {\vartheta _{01}(x^{1/3})^{2}}{\vartheta _{01}(x)^{2}}}{\biggr ]}^{2}=4+4{\biggl [}{\frac {2\,\vartheta _{10}(x)^{2}\vartheta _{00}(x)^{2}}{\vartheta _{01}(x)^{4}}}{\biggr ]}^{2/3}}

### Transformation bei der fünften Wurzel vom Nomen
Auf folgende Weise kann der Rogers-Ramanujan-Kettenbruch in Abhängigkeit von der Jacobischen Thetafunktion definiert werden:
{\displaystyle R(x)=\tan {\biggl \{}{\frac {1}{2}}\arctan {\biggl [}{\frac {1}{2}}-{\frac {\vartheta _{01}(x)^{2}}{2\vartheta _{01}(x^{5})^{2}}}{\biggr ]}{\biggr \}}^{1/5}\tan {\biggl \{}{\frac {1}{2}}\operatorname {arccot} {\biggl [}{\frac {1}{2}}-{\frac {\vartheta _{01}(x)^{2}}{2\vartheta _{01}(x^{5})^{2}}}{\biggr ]}{\biggr \}}^{2/5}}
{\displaystyle R(x^{2})=\tan {\biggl \{}{\frac {1}{2}}\arctan {\biggl [}{\frac {1}{2}}-{\frac {\vartheta _{01}(x)^{2}}{2\vartheta _{01}(x^{5})^{2}}}{\biggr ]}{\biggr \}}^{2/5}\cot {\biggl \{}{\frac {1}{2}}\operatorname {arccot} {\biggl [}{\frac {1}{2}}-{\frac {\vartheta _{01}(x)^{2}}{2\vartheta _{01}(x^{5})^{2}}}{\biggr ]}{\biggr \}}^{1/5}}
{\displaystyle R(x^{2})=\tan {\biggl \{}{\frac {1}{2}}\arctan {\biggl [}{\frac {\vartheta _{00}(x)^{2}}{2\vartheta _{00}(x^{5})^{2}}}-{\frac {1}{2}}{\biggr ]}{\biggr \}}^{2/5}\tan {\biggl \{}{\frac {1}{2}}\operatorname {arccot} {\biggl [}{\frac {\vartheta _{00}(x)^{2}}{2\vartheta _{00}(x^{5})^{2}}}-{\frac {1}{2}}{\biggr ]}{\biggr \}}^{1/5}}
Die alternierende Rogers-Ramanujan-Kettenbruchfunktion S(x) hat die nachfolgenden beiden Identitäten:
{\displaystyle S(x)={\frac {R(x^{4})}{R(x^{2})R(x)}}=\tan {\biggl \{}{\frac {1}{2}}\arctan {\biggl [}{\frac {\vartheta _{00}(x)^{2}}{2\vartheta _{00}(x^{5})^{2}}}-{\frac {1}{2}}{\biggr ]}{\biggr \}}^{1/5}\cot {\biggl \{}{\frac {1}{2}}\operatorname {arccot} {\biggl [}{\frac {\vartheta _{00}(x)^{2}}{2\vartheta _{00}(x^{5})^{2}}}-{\frac {1}{2}}{\biggr ]}{\biggr \}}^{2/5}}
Die Thetafunktionswerte von der fünften Wurzel des Nomens können als rationale Kombination der Kettenbrüche R und S und der Thetafunktionswerte von der fünften Potenz des Nomens und vom Nomen selbst dargestellt werden. Die nun folgenden vier Gleichungen sind für alle Werte x zwischen 0 und 1 gültig:
{\displaystyle {\frac {\vartheta _{00}(x^{1/5})}{\vartheta _{00}(x^{5})}}-1={\frac {1}{S(x)}}[S(x)^{2}+R(x^{2})][1+R(x^{2})S(x)]}
{\displaystyle 1-{\frac {\vartheta _{01}(x^{1/5})}{\vartheta _{01}(x^{5})}}={\frac {1}{R(x)}}[R(x^{2})+R(x)^{2}][1-R(x^{2})R(x)]}
Folgende Tangenssummen und Tangensdifferenzen sind gültig:
{\displaystyle {\frac {\vartheta _{00}(x^{1/5})^{2}-\vartheta _{00}(x)^{2}}{5\,\vartheta _{00}(x^{5})^{2}-\vartheta _{00}(x)^{2}}}=S(x)\oplus R(x^{2})}
{\displaystyle {\frac {\vartheta _{01}(x)^{2}-\vartheta _{01}(x^{1/5})^{2}}{5\,\vartheta _{01}(x^{5})^{2}-\vartheta _{01}(x)^{2}}}=R(x)\ominus R(x^{2})}
Weiter gilt für alle Werte {\displaystyle 0<x<1} folgendes Paar an Formeln:
{\displaystyle {\biggl [}{\frac {\vartheta _{00}(x^{1/5})^{2}}{\vartheta _{00}(x)^{2}}}-1{\biggr ]}{\biggl [}{\frac {\vartheta _{10}(x^{1/5})\,\vartheta _{01}(x^{1/5})}{\vartheta _{10}(x)\,\vartheta _{01}(x)}}+1{\biggr ]}=4}
{\displaystyle {\biggl [}1-{\frac {\vartheta _{01}(x^{1/5})^{2}}{\vartheta _{01}(x)^{2}}}{\biggr ]}{\biggl [}{\frac {\vartheta _{10}(x^{1/5})\,\vartheta _{00}(x^{1/5})}{\vartheta _{10}(x)\,\vartheta _{00}(x)}}-1{\biggr ]}=4}
Daraus folgt:
{\displaystyle {\frac {\vartheta _{10}(x^{1/5})\,\vartheta _{01}(x^{1/5})}{\vartheta _{10}(x)\,\vartheta _{01}(x)}}+1={\frac {4\,\vartheta _{00}(x^{5})^{2}}{5\,\vartheta _{00}(x^{5})^{2}-\vartheta _{00}(x)^{2}}}{\biggl [}-1+{\frac {S(x)}{R(x^{2})}}+{\frac {R(x^{2})}{S(x)}}+{\frac {1}{R(x^{2})}}-{\frac {1}{S(x)^{2}}}-R(x^{2})-S(x)^{2}{\biggr ]}}
{\displaystyle {\frac {\vartheta _{10}(x^{1/5})\,\vartheta _{00}(x^{1/5})}{\vartheta _{10}(x)\,\vartheta _{00}(x)}}-1={\frac {4\,\vartheta _{01}(x^{5})^{2}}{5\,\vartheta _{01}(x^{5})^{2}-\vartheta _{01}(x)^{2}}}{\biggl [}1+{\frac {R(x)}{R(x^{2})}}+{\frac {R(x^{2})}{R(x)}}-{\frac {1}{R(x^{2})}}+{\frac {1}{R(x)^{2}}}+R(x^{2})+R(x)^{2}{\biggr ]}}

### Nomenfunktionsspezifische Transformationsformeln
In Kombination mit der elliptischen Nomenfunktion in Abhängigkeit vom elliptischen Modul k können diese Theoreme aufgestellt werden:
Die Nomenquadraturtheoreme der Funktionen ϑ₀₀ und ϑ₀₁ lauten wie folgt:
{\displaystyle \vartheta _{01}[q(k)]=\vartheta _{01}[q(k)^{2}]{\sqrt[{8}]{1-k^{2}}}}
{\displaystyle \vartheta _{01}[q(k)^{2}]=\vartheta _{00}[q(k)]{\sqrt[{8}]{1-k^{2}}}}
{\displaystyle \vartheta _{00}[q(k)^{2}]=\vartheta _{00}[q(k)]\cos[{\tfrac {1}{2}}\arcsin(k)]}
Verallgemeinert können die Nomenpotenzierungstheoreme mit der jacobischen Amplitudenfunktion so erzeugt werden:
{\displaystyle \vartheta _{00}[q(k)^{3}]=\vartheta _{00}[q(k)]\,{\frac {{\text{sn}}[{\tfrac {2}{3}}K(k);k]}{{\sqrt {3}}\,{\text{cd}}[{\tfrac {2}{3}}K(k);k]}}}
{\displaystyle \vartheta _{00}[q(k)^{5}]=\vartheta _{00}[q(k)]\,{\frac {{\text{sn}}[{\tfrac {2}{5}}K(k);k]\,{\text{sn}}[{\tfrac {4}{5}}K(k);k]}{{\sqrt {5}}\,{\text{cd}}[{\tfrac {2}{5}}K(k);k]\,{\text{cd}}[{\tfrac {4}{5}}K(k);k]}}}
{\displaystyle \vartheta _{00}[q(k)^{7}]=\vartheta _{00}[q(k)]\,{\frac {{\text{sn}}[{\tfrac {2}{7}}K(k);k]\,{\text{sn}}[{\tfrac {4}{7}}K(k);k]\,{\text{sn}}[{\tfrac {6}{7}}K(k);k]}{{\sqrt {7}}\,{\text{cd}}[{\tfrac {2}{7}}K(k);k]\,{\text{cd}}[{\tfrac {4}{7}}K(k);k]\,{\text{cd}}[{\tfrac {6}{7}}K(k);k]}}}
Die Abkürzung sn steht für den Sinus Amplitudinis und die Abkürzung cd stellt den Quotienten des Cosinus amplitudinis dividiert durch das Delta amplitudinis dar. Außerdem gilt für die Nomenkubizierung folgendes Theorem:
{\displaystyle \vartheta _{01}{\bigl \langle }q{\bigl \{}\tan {\bigl [}{\tfrac {1}{2}}\arctan(t^{3}){\bigr ]}{\bigr \}}^{3}{\bigr \rangle }=\vartheta _{01}{\bigl \langle }q{\bigl \{}\tan {\bigl [}{\tfrac {1}{2}}\arctan(t^{3}){\bigr ]}{\bigr \}}{\bigr \rangle }\,3^{-1/2}\,{\bigl (}{\sqrt {2{\sqrt {t^{4}-t^{2}+1}}-t^{2}+2}}+{\sqrt {t^{2}+1}}{\bigr )}^{1/2}}
Und für die Quintierung gilt folgendes Rechenverfahren:
{\displaystyle \vartheta _{01}{\bigl [}q(\varepsilon )^{5}{\bigr ]}=\vartheta _{01}{\bigl [}q(\varepsilon ){\bigr ]}5^{-1/2}{\sqrt {2\,w_{R5}(\varepsilon )+1}}}
{\displaystyle \vartheta _{00}{\bigl [}q(\varepsilon )^{5}{\bigr ]}=\vartheta _{00}{\bigl [}q(\varepsilon ){\bigr ]}5^{-1/2}{\sqrt {2\,W_{R5}(\varepsilon )+1}}}
Dabei soll die kleine reduzierte webersche Modulfunktion {\displaystyle w_{R5}(\varepsilon )} so definiert sein:
{\displaystyle w_{R5}(\varepsilon )={\frac {2\,[q(\varepsilon )^{5};q(\varepsilon )^{10}]_{\infty }}{[q(\varepsilon );q(\varepsilon )^{2}]_{\infty }^{5}}}={\text{nc}}{\bigl [}{\tfrac {4}{5}}K(\varepsilon );\varepsilon {\bigr ]}-{\text{nc}}{\bigl [}{\tfrac {2}{5}}K(\varepsilon );\varepsilon {\bigr ]}}
{\displaystyle w_{R5}(\varepsilon )^{6}-2\,w_{R5}(\varepsilon )^{5}=\tan {\bigl [}2\arctan(\varepsilon ){\bigr ]}^{2}{\bigl [}2\,w_{R5}(\varepsilon )+1{\bigr ]}}
Und die große reduzierte webersche Modulfunktion {\displaystyle W_{R5}(\varepsilon )} soll so definiert sein:
{\displaystyle W_{R5}(\varepsilon )=2\,w_{R5}(\varepsilon )^{-1}\,w_{R5}[\varepsilon ^{2}(1+{\sqrt {1-\varepsilon ^{2}}})^{-2}]={\text{dn}}{\bigl [}{\tfrac {2}{5}}K(\varepsilon );\varepsilon {\bigr ]}+{\text{dn}}{\bigl [}{\tfrac {4}{5}}K(\varepsilon );\varepsilon {\bigr ]}}
{\displaystyle 2\,W_{R5}(\varepsilon )^{5}-W_{R5}(\varepsilon )^{6}=\sin {\bigl [}2\arcsin(\varepsilon ){\bigr ]}^{2}{\bigl [}2\,W_{R5}(\varepsilon )+1{\bigr ]}}
Rechenbeispiele für das Kubizierungstheorem:
| Erstes Beispiel: | |
| {\displaystyle {\color {blueviolet}t={\tfrac {3}{2}}-{\tfrac {1}{2}}{\sqrt {5}}}} | {\displaystyle q{\bigl \langle }\tan {\bigl \{}{\tfrac {1}{2}}\arctan {\bigl [}({\color {blueviolet}{\tfrac {3}{2}}-{\tfrac {1}{2}}{\sqrt {5}}})^{3}{\bigr ]}{\bigr \}}{\bigr \rangle }={\color {blue}\exp(-{\sqrt {10}}\,\pi )}}                                          |
| {\displaystyle {\color {ForestGreen}\vartheta _{01}[{\color {Navy}\exp(-3{\sqrt {10}}\,\pi )}]=\vartheta _{01}[{\color {blue}\exp(-{\sqrt {10}}\,\pi )}]\,6^{-1/2}\,{\bigl [}(3-{\sqrt {5}}){\sqrt {({\sqrt {6}}+{\sqrt {5}})(3+{\sqrt {6}})}}+{\sqrt {15}}-{\sqrt {3}}{\bigr ]}^{1/2}}} | |
| Zweites Beispiel: | |
| {\displaystyle {\color {blueviolet}t={\sqrt {2}}+{\tfrac {1}{2}}-{\tfrac {1}{2}}{\sqrt {4{\sqrt {2}}+5}}}} | {\displaystyle q{\bigl \langle }\tan {\bigl \{}{\tfrac {1}{2}}\arctan {\bigl [}{\bigl (}{\color {blueviolet}{\sqrt {2}}+{\tfrac {1}{2}}-{\tfrac {1}{2}}{\sqrt {4{\sqrt {2}}+5}}}{\bigr )}^{3}{\bigr ]}{\bigr \}}{\bigr \rangle }={\color {blue}\exp(-{\sqrt {14}}\,\pi )}} |
| {\displaystyle {\color {ForestGreen}\vartheta _{01}[{\color {Navy}\exp(-3{\sqrt {14}}\,\pi )}]=\vartheta _{01}[{\color {blue}\exp(-{\sqrt {14}}\,\pi )}]\,6^{-1/2}\,{\bigl (}{\sqrt {12{\sqrt {2}}+15}}+{\sqrt {8{\sqrt {2}}+11}}-{\sqrt {7}}-{\sqrt {3}}{\bigr )}^{1/2}}}               | |

### Transformationen bei den Theta-Nicht-Nullwertfunktionen
Zu den Transformationen des Elliptischen Nomens bei den Nicht-Nullwertfunktionen dienen jene Formeln:
{\displaystyle \vartheta _{00}(x;c^{2})=\vartheta _{00}(c)^{-1/2}\vartheta _{01}(c)^{-1/2}\vartheta _{00}({\tfrac {1}{2}}x+{\tfrac {1}{4}}\pi ;c)\vartheta _{00}({\tfrac {1}{2}}x-{\tfrac {1}{4}}\pi ;c)}
{\displaystyle \vartheta _{01}(x;c^{2})=\vartheta _{00}(c)^{-1/2}\vartheta _{01}(c)^{-1/2}\vartheta _{00}({\tfrac {1}{2}}x;c)\vartheta _{01}({\tfrac {1}{2}}x;c)}
{\displaystyle \vartheta _{00}(x;c^{1/2})=[\vartheta _{00}(c)^{2}+\vartheta _{10}(c)^{2}]^{-1/2}[\vartheta _{00}(x;c)^{2}+\vartheta _{10}(x;c)^{2}]}
{\displaystyle \vartheta _{01}(x;c^{1/2})=[\vartheta _{00}(c)^{2}-\vartheta _{10}(c)^{2}]^{-1/2}[\vartheta _{00}(x;c)^{2}-\vartheta _{10}(x;c)^{2}]}
{\displaystyle \vartheta _{10}(x;c^{1/2})=2^{1/2}\vartheta _{10}(c)^{-1/2}\vartheta _{00}(c)^{-1/2}\vartheta _{10}(x;c)\vartheta _{00}(x;c)}
Die Formeln für die Quadrierung des Nomens sollen mit Hilfe der Definitionen nach Whittaker und Watson gezeigt werden:
{\displaystyle \vartheta _{00}({\tfrac {1}{2}}x;c)=\prod _{n=1}^{\infty }(1-c^{2n})[1+2\cos(x)c^{2n-1}+c^{4n-2}]}
{\displaystyle \vartheta _{01}({\tfrac {1}{2}}x;c)=\prod _{n=1}^{\infty }(1-c^{2n})[1-2\cos(x)c^{2n-1}+c^{4n-2}]}
Diese beiden Definitionsformeln werden miteinander multipliziert:
{\displaystyle \vartheta _{00}({\tfrac {1}{2}}x;c)\,\vartheta _{00}({\tfrac {1}{2}}x;c)=\prod _{n=1}^{\infty }(1-c^{2n})^{2}[1+2\cos(x)c^{2n-1}+c^{4n-2}][1-2\cos(x)c^{2n-1}+c^{4n-2}]=}
{\displaystyle =\prod _{n=1}^{\infty }(1-c^{2n})^{2}\{1-2[2\cos(x)^{2}-1]c^{4n-2}+c^{8n-4}\}=\prod _{n=1}^{\infty }(1-c^{2n})^{2}[1-2\cos(2x)c^{4n-2}+c^{8n-4}]=}
{\displaystyle ={\biggl [}\prod _{n=1}^{\infty }{\frac {1-c^{2n}}{1+c^{2n}}}{\biggr ]}{\biggl \{}\prod _{n=1}^{\infty }(1-c^{4n}){\bigl [}1-2\cos(2x)c^{4n-2}+c^{8n-4}{\bigr ]}{\biggr \}}={\biggl [}\prod _{n=1}^{\infty }{\frac {1-c^{2n}}{1+c^{2n}}}{\biggr ]}\vartheta _{01}(x,c^{2})=}
{\displaystyle =\vartheta _{01}(c^{2})\vartheta _{01}(x,c^{2})=\vartheta _{00}(c)^{1/2}\vartheta _{01}(c)^{1/2}\vartheta _{01}(x,c^{2})}

## Werte der Nicht-Nullwertfunktionen

### Identitäten zur Berechnung einzelner Theta-Nicht-Nullwerte von ϑ₀₀
Wenn der linke Eintrag in der Klammer der Thetafunktion einen Wert des Musters π·t mit t ∈ ℚ annimmt, dann können alle Werte der Funktionen ϑ₀₀, ϑ₀₁ und ϑ₁₀ mit dem hier abgebildeten elliptischen Nomen mit den Jacobifunktionen sn, cn und dn ausgedrückt werden:
{\displaystyle q(k)=\exp[-\pi K({\sqrt {1-k^{2}}})K(k)^{-1}]}
Für alle {\displaystyle 0<k<1} sind folgende Identitäten gültig:
{\displaystyle \vartheta _{00}[0;q(k)]={\sqrt {2\pi ^{-1}K(k)}}}
{\displaystyle \vartheta _{00}[{\tfrac {1}{2}}\pi ;q(k)]={\sqrt[{4}]{1-k^{2}}}{\sqrt {2\pi ^{-1}K(k)}}}
{\displaystyle \vartheta _{00}[{\tfrac {1}{4}}\pi ;q(k)]={\tfrac {1}{2}}{\sqrt[{4}]{8}}{\sqrt[{16}]{1-k^{2}}}{\sqrt[{4}]{1+{\sqrt {1-k^{2}}}}}{\sqrt {2\pi ^{-1}K(k)}}}
{\displaystyle \vartheta _{00}[{\tfrac {1}{6}}\pi ;q(k)]={\tfrac {1}{2}}{\sqrt[{12}]{1-k^{2}}}{\sqrt[{3}]{4\operatorname {dn} [{\tfrac {1}{3}}K(k);k]\operatorname {nc} [{\tfrac {2}{3}}K(k);k]}}{\sqrt {2\pi ^{-1}K(k)}}}
{\displaystyle \vartheta _{00}[{\tfrac {1}{3}}\pi ;q(k)]={\tfrac {1}{2}}{\sqrt[{3}]{4\operatorname {dn} [{\tfrac {2}{3}}K(k);k]\operatorname {dc} [{\tfrac {2}{3}}K(k);k]}}{\sqrt {2\pi ^{-1}K(k)}}}
{\displaystyle \vartheta _{00}[{\tfrac {1}{10}}\pi ;q(k)]={\tfrac {1}{2}}{\sqrt[{4}]{1-k^{2}}}{\sqrt[{5}]{8\,w_{R5}(k)\operatorname {sn} [{\tfrac {2}{5}}K(k);k]\operatorname {ns} [{\tfrac {4}{5}}K(k);k]\operatorname {nc} [{\tfrac {4}{5}}K(k);k]\operatorname {nd} [{\tfrac {4}{5}}K(k);k]}}{\sqrt {2\pi ^{-1}K(k)}}}
{\displaystyle \vartheta _{00}[{\tfrac {1}{5}}\pi ;q(k)]={\tfrac {1}{2}}{\sqrt[{5}]{8\,w_{R5}(k)\operatorname {sn} [{\tfrac {4}{5}}K(k);k]\operatorname {ns} [{\tfrac {2}{5}}K(k);k]\operatorname {nc} [{\tfrac {2}{5}}K(k);k]\operatorname {dn} [{\tfrac {2}{5}}K(k);k]^{4}}}{\sqrt {2\pi ^{-1}K(k)}}}
{\displaystyle \vartheta _{00}[{\tfrac {3}{10}}\pi ;q(k)]={\tfrac {1}{2}}{\sqrt[{4}]{1-k^{2}}}{\sqrt[{5}]{8\,w_{R5}(k)\operatorname {sn} [{\tfrac {4}{5}}K(k);k]\operatorname {ns} [{\tfrac {2}{5}}K(k);k]\operatorname {nc} [{\tfrac {2}{5}}K(k);k]\operatorname {nd} [{\tfrac {2}{5}}K(k);k]}}{\sqrt {2\pi ^{-1}K(k)}}}
{\displaystyle \vartheta _{00}[{\tfrac {2}{5}}\pi ;q(k)]={\tfrac {1}{2}}{\sqrt[{5}]{8\,w_{R5}(k)\operatorname {sn} [{\tfrac {2}{5}}K(k);k]\operatorname {ns} [{\tfrac {4}{5}}K(k);k]\operatorname {nc} [{\tfrac {4}{5}}K(k);k]\operatorname {dn} [{\tfrac {4}{5}}K(k);k]^{4}}}{\sqrt {2\pi ^{-1}K(k)}}}
Zur Ermittlung der Werte von ϑ₀₁ aus den Werten von ϑ₀₀ dient diese Symmetriebeziehung:
{\displaystyle \vartheta _{01}(x;c)=\vartheta _{00}({\tfrac {1}{2}}\pi -x;c)}
Zur Ermittlung der Werte von ϑ₁₀ gereichen jene Theoreme:
{\displaystyle \vartheta _{10}(x;c)^{4}=\vartheta _{00}(c)^{3}\vartheta _{00}(2x;c)-\vartheta _{01}(x;c)^{4}}
{\displaystyle \vartheta _{10}(x;c)^{4}=\vartheta _{00}(x;c)^{4}-\vartheta _{01}(c)^{3}\vartheta _{01}(2x;c)}

### Explizite Beispiele lemniskatischer Art
Diese Werte entstehen durch Einsatz von {\displaystyle k=\lambda ^{*}(1)={\tfrac {1}{2}}{\sqrt {2}}\colon }
{\displaystyle \vartheta _{00}({\tfrac {1}{2}}\pi ;{\text{e}}^{-\pi })={\sqrt {G}}}
{\displaystyle \vartheta _{00}({\tfrac {1}{4}}\pi ;{\text{e}}^{-\pi })=2^{-3/16}{\sqrt[{4}]{{\sqrt {2}}+1}}{\sqrt {G}}}
{\displaystyle \vartheta _{00}({\tfrac {1}{3}}\pi ;{\text{e}}^{-\pi })=2^{-1/4}{\sqrt[{6}]{2+{\sqrt {3}}}}{\sqrt {G}}}
{\displaystyle \vartheta _{00}({\tfrac {1}{5}}\pi ;{\text{e}}^{-\pi })=2^{-1/4}{\sqrt[{5}]{2({\sqrt {5}}+2)\cos({\tfrac {1}{20}}\pi )\tan({\tfrac {3}{20}}\pi )}}{\sqrt {G}}}
{\displaystyle \vartheta _{00}({\tfrac {2}{5}}\pi ;{\text{e}}^{-\pi })=2^{-1/4}{\sqrt[{5}]{2({\sqrt {5}}+2)\sin({\tfrac {1}{20}}\pi )\cot({\tfrac {3}{20}}\pi )}}{\sqrt {G}}}
Auch hier steht {\displaystyle G} für die Gauß-Konstante:
{\displaystyle G={\sqrt {2}}\pi ^{-1}K({\tfrac {1}{2}}{\sqrt {2}})}

### Explizite Beispiele nicht lemniskatischer Art
Diese Werte entstehen durch Einsatz von {\displaystyle k=\lambda ^{*}(2)={\sqrt {2}}-1\colon }
{\displaystyle \vartheta _{00}({\tfrac {1}{2}}\pi ;{\text{e}}^{-{\sqrt {2}}\pi })=2^{-5/8}{\sqrt[{4}]{{\sqrt {2}}+1}}\,\pi ^{-1/2}\beta ({\tfrac {3}{8}})^{1/2}}
{\displaystyle \vartheta _{00}({\tfrac {1}{6}}\pi ;{\text{e}}^{-{\sqrt {2}}\pi })=2^{-9/8}{\sqrt[{4}]{{\sqrt {2}}+1}}{\sqrt[{3}]{{\sqrt {3}}+{\sqrt {2}}}}\,\pi ^{-1/2}\beta ({\tfrac {3}{8}})^{1/2}}
{\displaystyle \vartheta _{00}({\tfrac {1}{3}}\pi ;{\text{e}}^{-{\sqrt {2}}\pi })=2^{-1/8}\sin({\tfrac {5}{24}}\pi ){\sqrt[{3}]{{\sqrt {3}}+{\sqrt {2}}}}\,\pi ^{-1/2}\beta ({\tfrac {3}{8}})^{1/2}}
Und jene Werte entstehen durch Einsatz von {\displaystyle k=\lambda ^{*}(5)=\sin[{\tfrac {1}{2}}\arcsin({\sqrt {5}}-2)]\colon }
{\displaystyle \vartheta _{00}({\tfrac {1}{2}}\pi ;{\text{e}}^{-{\sqrt {5}}\pi })=2^{-47/40}5^{-5/16}({\sqrt {5}}-1)^{5/8}({\sqrt {{\sqrt {5}}+2}}+1)\cos({\tfrac {1}{20}}\pi )^{1/2}\,\pi ^{-1/2}\beta ({\tfrac {9}{20}})^{1/2}}
{\displaystyle \vartheta _{00}({\tfrac {1}{6}}\pi ;{\text{e}}^{-{\sqrt {5}}\pi })=2^{-47/40}5^{-5/16}({\sqrt {2{\sqrt {5}}-2{\sqrt {3}}+1}}+1){\sqrt[{8}]{{\sqrt {5}}-1}}{\sqrt[{6}]{4+{\sqrt {15}}}}\cos({\tfrac {1}{20}}\pi )^{1/2}\,\pi ^{-1/2}\beta ({\tfrac {9}{20}})^{1/2}}
{\displaystyle \vartheta _{00}({\tfrac {1}{3}}\pi ;{\text{e}}^{-{\sqrt {5}}\pi })=2^{-37/40}5^{-5/16}({\sqrt {5}}+1)^{5/8}{\sqrt[{6}]{4+{\sqrt {15}}}}\cos({\tfrac {1}{20}}\pi )^{1/2}\,\pi ^{-1/2}\beta ({\tfrac {9}{20}})^{1/2}}

### Symmetrieformeln der Theta-Nicht-Nullwertfunktionen
Für die Funktionen ϑ₀₀, ϑ₀₁ und ϑ₁₀ gelten diese Symmetriebeziehungen:
{\displaystyle \vartheta _{00}(x;c)=\vartheta _{00}(-x;c)=\vartheta _{00}(x+\pi ;c)}
{\displaystyle \vartheta _{01}(x;c)=\vartheta _{01}(-x;c)=\vartheta _{01}(x+\pi ;c)}
{\displaystyle \vartheta _{10}(x;c)=\vartheta _{10}(-x;c)=-\vartheta _{10}(x+\pi ;c)}
Der Allgemeinfall der Theta-Nicht-Nullwertfunktionen ϑ₀₀[x;q(k)], ϑ₀₁[x;q(k)] und ϑ₁₀[x;q(k)] kann weder mit den Jacobi-Funktionen sn, cn und dn noch mit den Theta-Nullwertfunktionen noch mit den Kombinationen beider zuletzt genannten Funktionsklassen ausgedrückt werden. Jedoch können sowohl die Jacobi-Funktionen als auch die Theta-Nullwertfunktionen sehr wohl alleine durch den Allgemeinfall der Theta-Nicht-Nullwertfunktionen dargestellt werden. Basierend auf diesen Tatsachen bilden die Thetafunktionen zusammen mit den elliptischen Integralen die Grundlage für alle elliptischen Jacobi-Funktionen und Modulfunktionen.

## Ableitungen

### Ableitungen der Theta-Nicht-Nullwertfunktionen

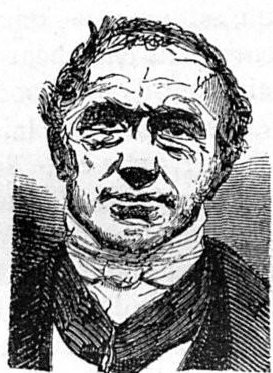
Adrien-Marie Legendre

Die partiellen Ableitungen der Theta-Nicht-Nullwertfunktionen nach dem linken Klammereintrag lauten wie folgt:
{\displaystyle \vartheta _{01}'(v;w)={\frac {\partial }{\partial v}}\vartheta _{01}(v;w)={\bigl [}\vartheta _{00}(w)^{2}+\vartheta _{01}(w)^{2}{\bigr ]}\vartheta _{01}(v;w)\,{\text{zn}}{\biggl \{}{\frac {v}{2}}{\bigl [}\vartheta _{00}(w)^{2}+\vartheta _{01}(w)^{2}{\bigr ]};{\frac {\vartheta _{00}(w)^{2}-\vartheta _{01}(w)^{2}}{\vartheta _{00}(w)^{2}+\vartheta _{01}(w)^{2}}}{\biggr \}}+}
{\displaystyle +{\frac {1}{2}}\vartheta _{00}(w)\vartheta _{01}(w)^{2}\vartheta _{01}({\tfrac {1}{4}}\pi ;w)^{2}{\frac {\vartheta _{01}({\tfrac {1}{4}}\pi +v;w)^{2}-\vartheta _{01}({\tfrac {1}{4}}\pi -v;w)^{2}}{\vartheta _{00}({\tfrac {1}{2}}v;w)^{2}\vartheta _{01}({\tfrac {1}{2}}v;w)^{2}}}}
{\displaystyle \vartheta _{00}'(v;w)={\frac {\partial }{\partial v}}\vartheta _{00}(v;w)={\bigl [}\vartheta _{00}(w)^{2}+\vartheta _{01}(w)^{2}{\bigr ]}\vartheta _{00}(v;w)\,{\text{zn}}{\biggl \{}{\frac {v}{2}}{\bigl [}\vartheta _{00}(w)^{2}+\vartheta _{01}(w)^{2}{\bigr ]};{\frac {\vartheta _{00}(w)^{2}-\vartheta _{01}(w)^{2}}{\vartheta _{00}(w)^{2}+\vartheta _{01}(w)^{2}}}{\biggr \}}-}
{\displaystyle -{\frac {1}{2}}\vartheta _{01}(w)\vartheta _{00}(w)^{2}\vartheta _{00}({\tfrac {1}{4}}\pi ;w)^{2}{\frac {\vartheta _{00}({\tfrac {1}{4}}\pi -v;w)^{2}-\vartheta _{00}({\tfrac {1}{4}}\pi +v;w)^{2}}{\vartheta _{00}({\tfrac {1}{2}}v;w)^{2}\vartheta _{01}({\tfrac {1}{2}}v;w)^{2}}}}

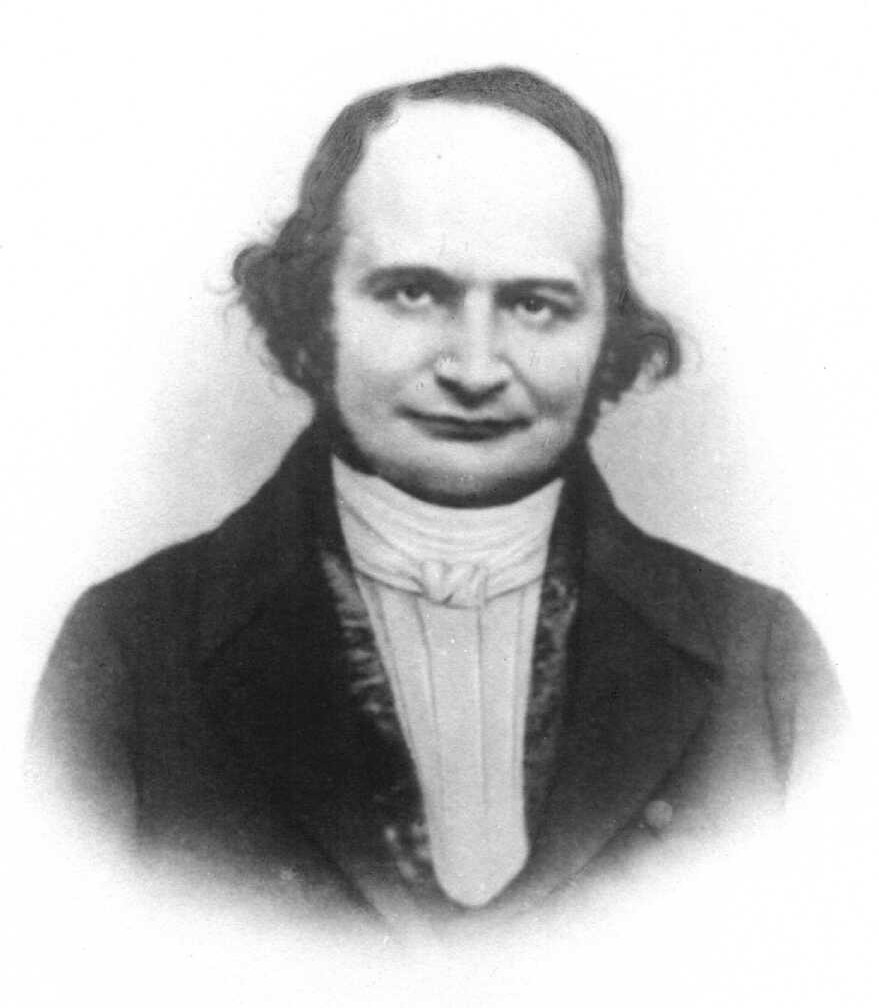
Carl Gustav Jacobi

Für diese Theta-Ableitungsfunktionen in der so definierten Form etablierte sich die Bezeichnung „Elliptic Theta Prime“ im englischen Sprachraum. Durch den Zusatz der elliptischen Nomenfunktion im rechten Klammereintrag können die Ableitungen so formuliert werden:
{\displaystyle {\frac {\partial }{\partial x}}\vartheta _{01}[x;q(k)]=2\pi ^{-1}K(k)\vartheta _{01}[x;q(k)]{\text{zn}}[2\pi ^{-1}K(k)x;k]}
{\displaystyle {\frac {\partial }{\partial x}}\vartheta _{00}[x;q(k)]=2\pi ^{-1}K(k)\vartheta _{00}[x;q(k)]\{{\text{zn}}[2\pi ^{-1}K(k)x;k]-k^{2}{\text{sn}}[2\pi ^{-1}K(k)x;k]{\text{cd}}[2\pi ^{-1}K(k)x;k]\}}
{\displaystyle {\frac {\partial }{\partial x}}\vartheta _{10}[x;q(k)]=2\pi ^{-1}K(k)\vartheta _{10}[x;q(k)]\{{\text{zn}}[2\pi ^{-1}K(k)x;k]-{\text{sn}}[2\pi ^{-1}K(k)x;k]{\text{dc}}[2\pi ^{-1}K(k)x;k]\}}

### Definitionen des Zeta Amplitudinis
Mit dem Kürzel zn wird die jacobische Zetafunktion beziehungsweise das Zeta amplitudinis dargestellt:
{\displaystyle {\text{zn}}(z;k)=E[{\text{am}}(z;k);k]-E(k)K(k)^{-1}z}
Hierbei ist E(ε) das vollständige elliptische Integral zweiter Art:
{\displaystyle E(\varepsilon )=\int _{0}^{\pi /2}{\sqrt {1-{\varepsilon }^{2}\sin(\varphi )^{2}}}\mathrm {d} \varphi =2\int _{0}^{1}{\frac {\sqrt {(y^{2}+1)^{2}-4{\varepsilon }^{2}y^{2}}}{(y^{2}+1)^{2}}}\mathrm {d} y}
Und E(α;ε) ist das unvollständige elliptische Integral zweiter Art:
{\displaystyle E(\alpha ;\varepsilon )=\int _{0}^{1}\alpha {\sqrt {1-{\varepsilon }^{2}\sin(\alpha \varphi )^{2}}}\,\partial \varphi }
Dieses Integral E(ε) nennt das Verhältnis des Viertelumfangs zur größeren Halbachse bei der Ellipse mit dem Wert ε als spezifische Exzentrizität. Diese Definition und die zugehörige Klassifizierung wurden insbesondere durch den Mathematiker Adrien-Marie Legendre aufgestellt.

### Wärmeleitungsgleichung
Als Lösungen der Wärmeleitungsgleichung erfüllen die Thetafunktionen diese Differentialgleichungen:
{\displaystyle {\frac {\partial ^{2}}{\partial v^{2}}}\vartheta _{10}(v;w)=-4w{\frac {\partial }{\partial w}}\vartheta _{10}(v;w)}
{\displaystyle {\frac {\partial ^{2}}{\partial v^{2}}}\vartheta _{00}(v;w)=-4w{\frac {\partial }{\partial w}}\vartheta _{00}(v;w)}
{\displaystyle {\frac {\partial ^{2}}{\partial v^{2}}}\vartheta _{01}(v;w)=-4w{\frac {\partial }{\partial w}}\vartheta _{01}(v;w)}
Die Thetafunktion spielt eine wichtige Rolle in der Theorie der Wärmeleitung und der Diffusion, für reelle {\displaystyle x} und {\displaystyle t>0} ist sie eine Lösung dieser partiellen Differentialgleichung:
{\displaystyle {\frac {\partial }{\partial t}}\vartheta (x,it)={\frac {1}{4\pi }}{\frac {\partial ^{2}}{\partial x^{2}}}\vartheta (x,it),}
Dies ist durch das Einsetzen von folgender Formel ersichtlich:
{\displaystyle \vartheta (x,it)=\sum _{n=-\infty }^{\infty }e^{-n^{2}\cdot \pi \cdot t+2\pi inx}=1+2\sum _{n=1}^{\infty }e^{-n^{2}\cdot \pi \cdot t}\cos {(2\pi nx)}}
Der Formalismus entspricht einer Fourierentwicklung im Ortsraum mit Koeffizienten mit exponentiell abfallender Zeitabhängigkeit. Somit bildet die jacobische Thetafunktion den Wärmeleitungskern der eindimensionalen Wärmeleitungsgleichung mit der räumlichen Periodizität als Randbedingung.

### Ableitungen der Theta-Nullwertfunktionen
Die Ableitungen der Theta-Nullwertfunktionen lauten wie folgt:
{\displaystyle {\frac {\mathrm {d} }{\mathrm {d} x}}\,\vartheta _{10}(x)={\frac {1}{2\pi x}}\vartheta _{10}(x)\vartheta _{00}(x)^{2}E{\biggl [}{\frac {\vartheta _{10}(x)^{2}}{\vartheta _{00}(x)^{2}}}{\biggr ]}}
{\displaystyle {\frac {\mathrm {d} }{\mathrm {d} x}}\,\vartheta _{00}(x)=\vartheta _{00}(x){\bigl [}\vartheta _{00}(x)^{2}+\vartheta _{01}(x)^{2}{\bigr ]}{\biggl \{}{\frac {1}{2\pi x}}E{\biggl [}{\frac {\vartheta _{00}(x)^{2}-\vartheta _{01}(x)^{2}}{\vartheta _{00}(x)^{2}+\vartheta _{01}(x)^{2}}}{\biggr ]}-{\frac {\vartheta _{01}(x)^{2}}{4x}}{\biggr \}}}
{\displaystyle {\frac {\mathrm {d} }{\mathrm {d} x}}\,\vartheta _{01}(x)=\vartheta _{01}(x){\bigl [}\vartheta _{00}(x)^{2}+\vartheta _{01}(x)^{2}{\bigr ]}{\biggl \{}{\frac {1}{2\pi x}}E{\biggl [}{\frac {\vartheta _{00}(x)^{2}-\vartheta _{01}(x)^{2}}{\vartheta _{00}(x)^{2}+\vartheta _{01}(x)^{2}}}{\biggr ]}-{\frac {\vartheta _{00}(x)^{2}}{4x}}{\biggr \}}}
Und zueinander stehen die beiden zuletzt genannten Formeln somit in dieser Beziehung:
{\displaystyle \vartheta _{01}(x){\biggl [}{\frac {\mathrm {d} }{\mathrm {d} x}}\,\vartheta _{00}(x){\biggr ]}-\vartheta _{00}(x){\biggl [}{\frac {\mathrm {d} }{\mathrm {d} x}}\,\vartheta _{01}(x){\biggr ]}={\frac {1}{4x}}\,\vartheta _{00}(x)\,\vartheta _{01}(x){\bigl [}\vartheta _{00}(x)^{4}-\vartheta _{01}(x)^{4}{\bigr ]}}
Die Ableitungen der Quotienten aus jeweils zwei der drei hier genannten Thetafunktionen haben immer eine rationale Beziehung zu jenen drei Funktionen:
{\displaystyle {\frac {\mathrm {d} }{\mathrm {d} x}}\,{\frac {\vartheta _{10}(x)}{\vartheta _{00}(x)}}={\frac {\vartheta _{10}(x)\vartheta _{01}(x)^{4}}{4x\,\vartheta _{00}(x)}}}
{\displaystyle {\frac {\mathrm {d} }{\mathrm {d} x}}\,{\frac {\vartheta _{10}(x)}{\vartheta _{01}(x)}}={\frac {\vartheta _{10}(x)\vartheta _{00}(x)^{4}}{4x\,\vartheta _{01}(x)}}}
{\displaystyle {\frac {\mathrm {d} }{\mathrm {d} x}}\,{\frac {\vartheta _{00}(x)}{\vartheta _{01}(x)}}={\frac {\vartheta _{00}(x)^{5}-\vartheta _{00}(x)\vartheta _{01}(x)^{4}}{4x\,\vartheta _{01}(x)}}}
Für die Herleitungen dieser Ableitungsformeln siehe die Artikel Elliptisches Nomen und Elliptische Lambda-Funktion!

## Integrale

### Bestimmte Integrale der Theta-Nullwertfunktionen

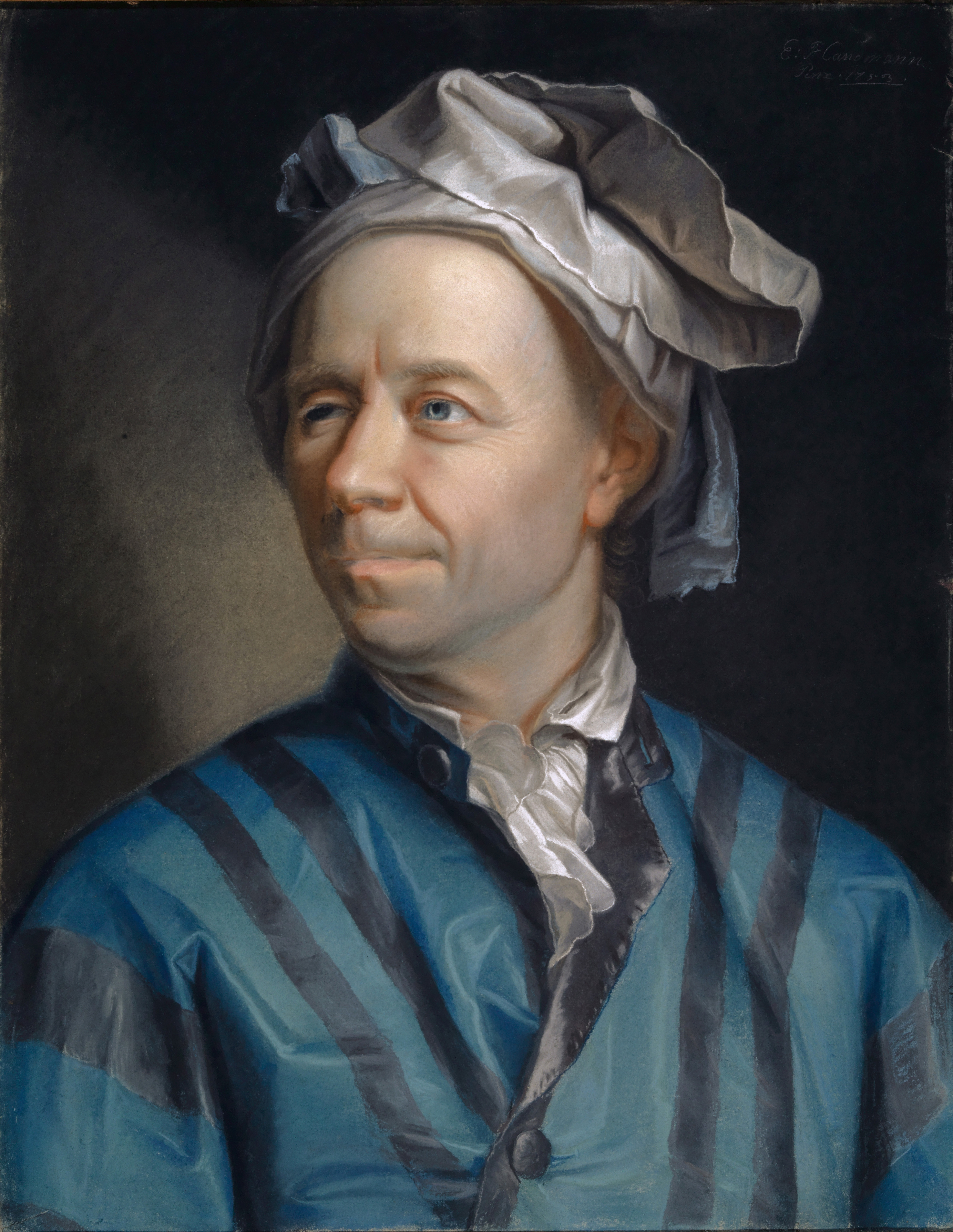
Leonhard Euler

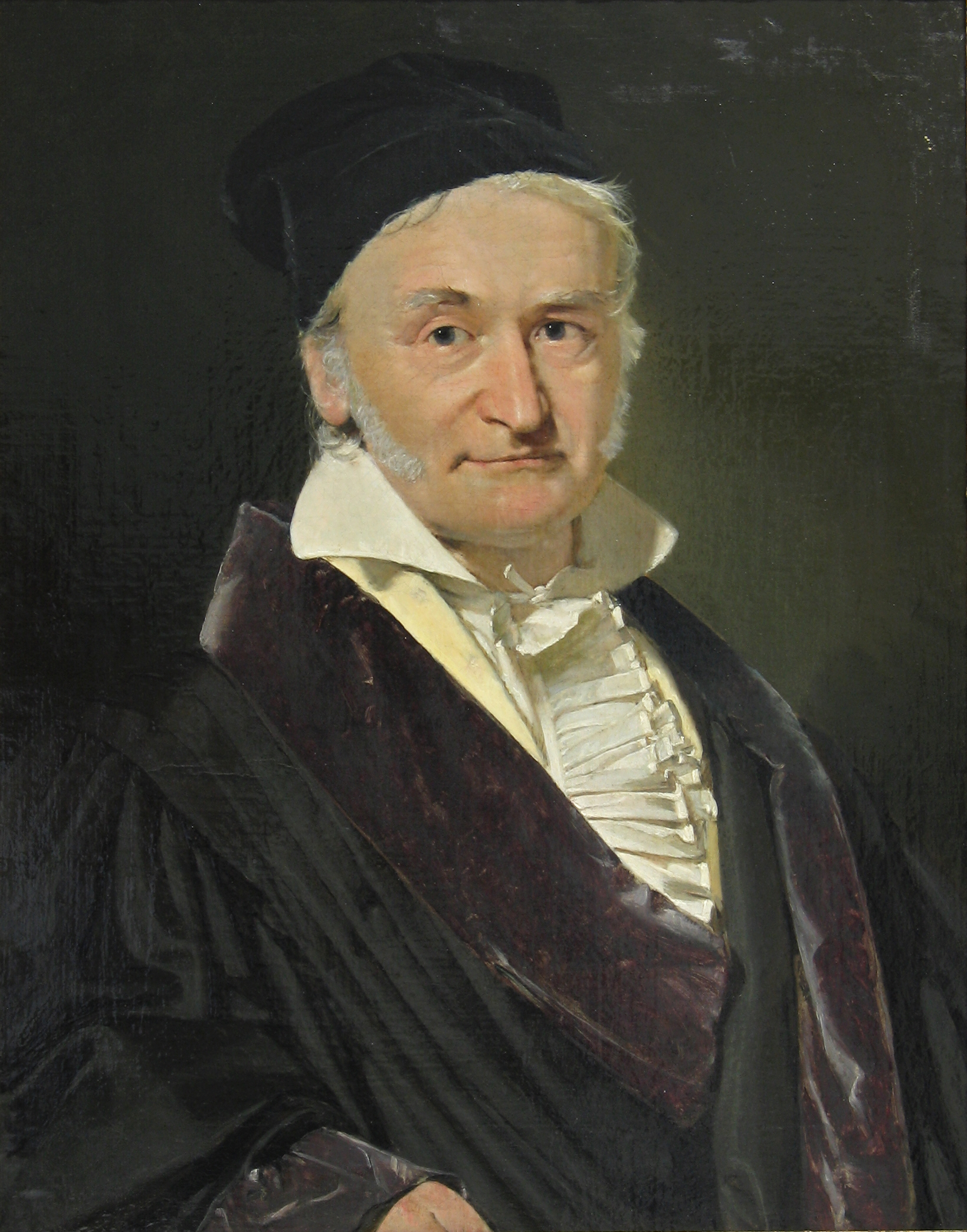
Carl Friedrich Gauss

Für die Theta-Nullwertfunktionen ϑ₀₀(x), ϑ₀₁(x) und ϑ₁₀(x) sind diese Integrale gültig:
{\displaystyle \int _{0}^{1}\vartheta _{00}(x)\,\mathrm {d} x=\sum _{k=-\infty }^{\infty }{\frac {1}{k^{2}+1}}=\pi \coth(\pi )\approx 3{,}153348}
{\displaystyle \int _{0}^{1}\vartheta _{01}(x)\,\mathrm {d} x=\sum _{k=-\infty }^{\infty }{\frac {(-1)^{k}}{k^{2}+1}}=\pi \,\operatorname {csch} (\pi )\approx 0{,}272029}
{\displaystyle \int _{0}^{1}\vartheta _{10}(x)\,\mathrm {d} x=\sum _{k=-\infty }^{\infty }{\frac {4}{(2k+1)^{2}+4}}=\pi \tanh(\pi )\approx 3{,}129881}
Die nun gezeigten Endresultate basieren auf den allgemeinen Cauchyschen Summenformeln.

### Zusammenhang mit der Riemannschen Zetafunktion
Bernhard Riemann benutzte in seiner berühmten Arbeit Über die Anzahl der Primzahlen unter einer gegebenen Größe die Transformationsformel der Thetafunktion für einen Beweis der Funktionalgleichung der Riemannschen Zetafunktion, es gilt nämlich folgende Identität:
{\displaystyle \int _{0}^{\infty }x^{n}\{\vartheta _{00}[\exp(-x)]-1\}\,\mathrm {d} x=2\Gamma (n+1)\zeta (2n+2)}
Dieses Integral ist für alle Werte n > −½ gültig und konvergent.
Beispielsweise hat die Apéry-Konstante folgende Integraldarstellung:
{\displaystyle \zeta (3)=\pi ^{-1/2}\int _{0}^{\infty }{\sqrt {x}}\,\{\vartheta _{00}[\exp(-x)]-1\}\,\mathrm {d} x}

### Zusammenhang mit der Mascheroni-Konstante
Aus dem genannten Zusammenhang zwischen Jacobischer Thetafunktion und Riemannscher Zetafunktion resultiert die nun folgende Formel:
{\displaystyle \gamma =\int _{0}^{\infty }{\frac {1}{2x}}[\exp(x^{2})\operatorname {erfc} (x)+2\pi ^{-1/2}x-1]\{\vartheta _{00}[\exp(-x^{2})]-1\}\,\mathrm {d} x}
Dabei wird mit γ die Euler-Mascheroni-Konstante und mit erfc(x) die komplementäre Gaußsche Fehlerfunktion dargestellt.
Diese Formel basiert auf folgender Summenreihe:
{\displaystyle \gamma =\sum _{n=1}^{\infty }{\biggl [}{\frac {\zeta (2n)}{2n}}-{\frac {\zeta (2n+1)}{2n+1}}{\biggr ]}}

### Zusammenhang mit der Hurwitzschen Zetafunktion
Erweitert kann für die Hurwitzsche Zetafunktion dieser Ausdruck formuliert werden:
{\displaystyle \int _{0}^{\infty }x^{n}\{\vartheta _{00}[\pi \,a;\exp(-x)]-1\}\,\mathrm {d} x=\Gamma (n+1)\zeta (2n+2)/\zeta (-2n-1){\bigl [}\zeta (-2n-1;a)+\zeta (-2n-1;1-a){\bigr ]}}
Für alle Zahlenpaare a und n mit den Kriterien {\displaystyle a\in \mathbb {C} \,\setminus \,\mathbb {Z} } und {\displaystyle {\bigl [}n\in \mathbb {C} \,\backslash {\bigl (}-{\tfrac {1}{2}}+m{\bigr )}(m\in \mathbb {N} ){\bigr ]}\cap {\bigl [}\mathrm {Re} (n)>-{\tfrac {1}{2}}{\bigr ]}} ist diese Formel gültig.
Beispielsweise gilt:
{\displaystyle \int _{0}^{\infty }{\sqrt[{4}]{x}}\{\vartheta _{00}[{\tfrac {1}{3}}\pi ;\exp(-x)]-1\}\,\mathrm {d} x=\Gamma ({\tfrac {5}{4}})\zeta ({\tfrac {5}{2}})/\zeta (-{\tfrac {3}{2}}){\bigl [}\zeta (-{\tfrac {3}{2}};{\tfrac {1}{3}})+\zeta (-{\tfrac {3}{2}};{\tfrac {2}{3}}){\bigr ]}}
Die Hurwitzsche Zetafunktion selbst ist so über die Abel-Plana-Summenformel definiert:
{\displaystyle \zeta (y;z)={\frac {z^{1-y}}{y-1}}+{\frac {1}{2z^{y}}}+{\frac {2}{z^{y-1}}}\int \limits _{0}^{\infty }{\frac {\sin {\bigl [}y\arctan(x){\bigr ]}}{{(x^{2}+1)}^{y/2}{\bigl [}\exp(2\pi xz)-1{\bigr ]}}}\,\mathrm {d} x}

## Anwendungsbeispiele bei Reihenentwicklungen

### Reihen mit Fibonacci-Zahlen und Pell-Zahlen

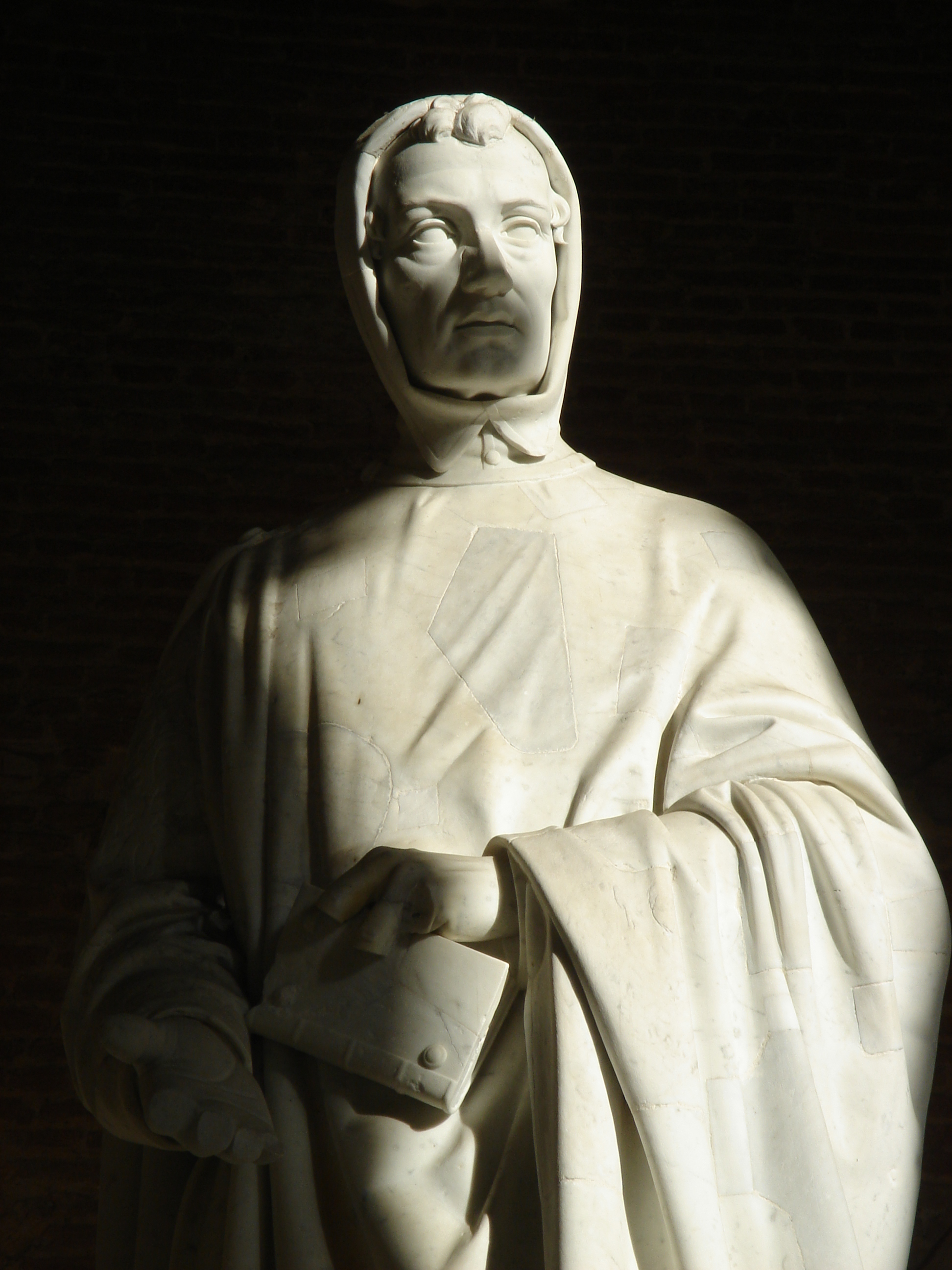
Leonardo Fibonacci

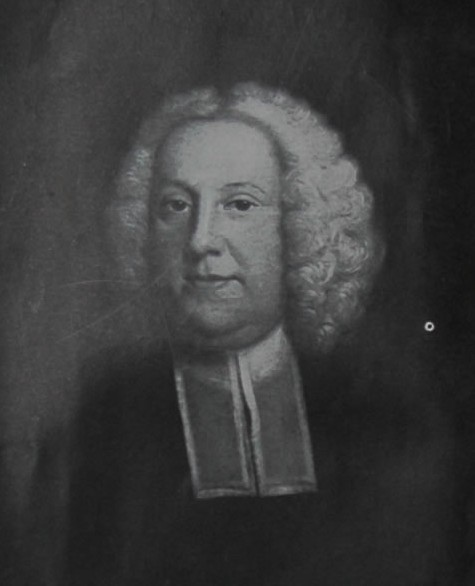
John Pell

Unendliche Summe der Kehrwerte ungeradstelliger Fibonacci-Zahlen:
{\displaystyle \sum _{n=1}^{\infty }{\frac {1}{F_{2n-1}}}={\frac {\sqrt {5}}{2}}\,\sum _{n=1}^{\infty }{\frac {2(\Phi ^{-2})^{n-1/2}}{1+(\Phi ^{-2})^{2n-1}}}={\frac {\sqrt {5}}{4}}\sum _{a=-\infty }^{\infty }{\frac {2(\Phi ^{-2})^{a-1/2}}{1+(\Phi ^{-2})^{2a-1}}}=}
{\displaystyle ={\frac {\sqrt {5}}{4}}\,\vartheta _{10}(\Phi ^{-2})^{2}={\frac {\sqrt {5}}{8}}{\bigl [}\vartheta _{00}(\Phi ^{-1})^{2}-\vartheta _{01}(\Phi ^{-1})^{2}{\bigr ]}}
Dabei ist {\displaystyle \Phi ={\tfrac {{\sqrt {5}}+1}{2}}} die goldene Zahl.
Unendliche Summe der Kehrwerte von den Quadraten der Fibonacci-Zahlen:
{\displaystyle \sum _{n=1}^{\infty }{\frac {1}{F_{n}^{2}}}={\frac {5}{24}}{\bigl [}2\vartheta _{10}(\Phi ^{-2})^{4}-\vartheta _{00}(\Phi ^{-2})^{4}+1{\bigr ]}={\frac {5}{24}}{\bigl [}\vartheta _{00}(\Phi ^{-2})^{4}-2\vartheta _{01}(\Phi ^{-2})^{4}+1{\bigr ]}}
Unendliche Summe der Kehrwerte ungeradstelliger Pell-Zahlen:
{\displaystyle \sum _{n=1}^{\infty }{\frac {1}{P_{2n-1}}}={\frac {1}{\sqrt {2}}}\,\vartheta _{10}{\bigl [}({\sqrt {2}}-1)^{2}{\bigr ]}^{2}={\frac {1}{2{\sqrt {2}}}}{\bigl [}\vartheta _{00}({\sqrt {2}}-1)^{2}-\vartheta _{01}({\sqrt {2}}-1)^{2}{\bigr ]}}

### Reihen mit Potenzen als Summanden
Summenreihen mit einer bezüglich des Summenindex konstanten Basis und einem bezüglich des Summenindex quadratischen Exponenten können stets als elementare Linearkombinationen der Funktion ϑ₀₀ ausgedrückt werden:
{\displaystyle \sum _{k=-\infty }^{\infty }x^{ak^{2}+bk+c}=\exp {\bigl [}{\frac {4ac-b^{2}}{4a}}\ln(x){\bigr ]}{\bigl [}{\frac {-\pi }{a\ln(x)}}{\bigr ]}^{1/2}\vartheta _{00}{\bigl \{}{\frac {\pi b}{2a}};\exp {\bigl [}{\frac {\pi ^{2}}{a}}\ln(x)^{-1}{\bigr ]}{\bigr \}}}
Dabei muss {\displaystyle x} einen positiven Wert annehmen.
Beispielsweise ergibt jene unendliche Summe folgenden Wert:
{\displaystyle \sum _{k=-\infty }^{\infty }{\bigl (}{\frac {7}{11}}{\bigr )}^{5k^{2}+3k+2}={\bigl (}{\frac {7}{11}}{\bigr )}^{31/20}{\bigl (}{\frac {\pi }{5}}{\bigr )}^{1/2}\ln {\bigl (}{\frac {11}{7}}{\bigr )}^{-1/2}\vartheta _{00}{\bigl \{}{\frac {3\pi }{10}};\exp {\bigl [}{\frac {1}{5}}\pi ^{2}\ln {\bigl (}{\frac {7}{11}}{\bigr )}^{-1}{\bigr ]}{\bigr \}}}

## Fundamentallösung des Laplace-Operators auf dem Rechteck
Die Greensche Funktion des Laplace-Operators auf dem Rechteck mit den Seiten a und b lautet:
{\displaystyle G(x,y,x',y')={\frac {1}{2\pi }}\operatorname {Re} \ln {\biggl \{}{\frac {\vartheta _{11}[{\tfrac {\pi }{2a}}(x+iy+x'-iy'),\exp(-\pi b/a)]\vartheta _{11}[{\tfrac {\pi }{2a}}(x+iy-x'+iy'),\exp(-\pi b/a)]}{\vartheta _{11}[{\tfrac {\pi }{2a}}(x+iy-x'-iy'),\exp(-\pi b/a)]\vartheta _{11}[{\tfrac {\pi }{2a}}(x+iy+x'+iy'),\exp(-\pi b/a)]}}{\biggr \}}}.
Dieser Ausdruck liefert das Potential der Linienladung am Ort ({\displaystyle 0<x<a}, {\displaystyle 0<y<b}) eines ein geerdetes metallisches Rechteck senkrecht am Ort ({\displaystyle 0<x'<a}, {\displaystyle 0<y'<b}) kreuzenden Drahtes.

## Quintische Gleichungen

### Lösung der Bring-Jerrard-Form
Die allgemeine quintische Gleichung kann nach dem Satz von Abel-Ruffini nicht elementar radikalisch gelöst werden. Aber eine allgemeine Lösung ist sehr wohl mit Hilfe der elliptischen Funktionen möglich. Mit der Thetafunktion kann auch der Allgemeinfall der Gleichung fünften Grades in Abhängigkeit vom elliptischen Nomen aus einem von den Koeffizienten stets elementar abhängigen elliptischen Modul gelöst werden. Hierbei werden die fünften Potenz und die fünfte Wurzel des betroffenen elliptischen Nomens in die Thetafunktion eingesetzt. Für folgende quintische Gleichung in Bring-Jerrard-Form kann die allgemeine Lösung mit der Thetafunktion ϑ₀₀ vereinfacht dargestellt werden:
{\displaystyle x^{5}+5\,x=4\,c}
Für alle reellen Werte {\displaystyle c} hat die gezeigte Summe aus fünfter Potenzfunktion und identischer Abbildungsfunktion für {\displaystyle x} in Abhängigkeit von {\displaystyle c} exakt eine reelle Lösung. Und diese reelle Lösung {\displaystyle x} kann für alle reellen Werte {\displaystyle c} mit dem nun folgenden Algorithmus exakt korrekt hervorgerufen werden:
| Bring-Jerrard-Gleichung: {\displaystyle x^{5}+5\,x=4\,c} |
| Elliptischer Nomen-q-Funktionswert: {\displaystyle Q=q{\bigl [}{\bigl (}2c^{2}+2+2{\sqrt {c^{4}+1}}{\bigr )}^{-1/2}{\bigl (}{\sqrt {{\sqrt {c^{4}+1}}+1}}+c{\bigr )}{\bigr ]}=q{\bigl \{}\mathrm {ctlh} {\bigl [}{\tfrac {1}{2}}\mathrm {aclh} (c){\bigr ]}^{2}{\bigr \}}} |
| Die reelle Lösung für x: {\displaystyle x={\frac {{\bigl [}\vartheta _{00}(Q^{1/5})^{2}-5\,\vartheta _{00}(Q^{5})^{2}{\bigr ]}{\sqrt {\vartheta _{00}(Q^{1/5})^{2}+5\,\vartheta _{00}(Q^{5})^{2}-4\,\vartheta _{00}(Q)^{2}-2\,\vartheta _{00}(Q^{1/5})\,\vartheta _{00}(Q^{5})}}}{4\,\vartheta _{10}(Q)\,\vartheta _{01}(Q)\,\vartheta _{00}(Q)}}=} {\displaystyle ={\frac {{\bigl [}\vartheta _{00}(Q^{1/5})^{2}-5\,\vartheta _{00}(Q^{5})^{2}{\bigr ]}{\sqrt {\vartheta _{00}(Q^{1/5})^{2}+5\,\vartheta _{00}(Q^{5})^{2}-4\,\vartheta _{00}(Q)^{2}-2\,\vartheta _{00}(Q^{1/5})\,\vartheta _{00}(Q^{5})}}}{2\,{\sqrt {2\,{\sqrt {c^{4}+1}}-2\,c^{2}}}\,\vartheta _{00}(Q)^{3}}}=} {\displaystyle ={\frac {256\,c\,\vartheta _{00}(Q)^{12}}{{\bigl (}{\sqrt {c^{4}+1}}+c^{2}{\bigr )}^{2}{\bigl [}\vartheta _{00}(Q^{1/5})^{2}-5\,\vartheta _{00}(Q^{5})^{2}{\bigr ]}^{4}{\bigl [}\vartheta _{00}(Q^{1/5})^{2}+5\,\vartheta _{00}(Q^{5})^{2}-4\,\vartheta _{00}(Q)^{2}-2\,\vartheta _{00}(Q^{1/5})\,\vartheta _{00}(Q^{5}){\bigr ]}^{2}+320\,\vartheta _{00}(Q)^{12}}}} |

Der Ausdruck ctlh steht für den Cotangens lemniscatus hyperbolicus und der Ausdruck aclh steht für den Areacosinus lemniscatus hyperbolicus.
Für weitere Informationen über diese beiden Funktionen, siehe Artikel Hyperbolisch lemniskatischer Sinus.

### Erste Beispielrechnung
Im Folgenden wird ein nicht elementar darstellbarer, aber algebraischer Beispielwert behandelt, der mit dem gezeigten Algorithmus hervorgebracht werden kann:
{\displaystyle x^{5}+5\,x=4}
{\displaystyle Q=q{\bigl [}{\bigl (}2c^{2}+2+2{\sqrt {c^{4}+1}}{\bigr )}^{-1/2}{\bigl (}{\sqrt {{\sqrt {c^{4}+1}}+1}}+c{\bigr )}{\bigr ]}{\bigl (}c=1{\bigr )}=q{\bigl [}{\frac {\sqrt[{4}]{2}}{2}}+\sin({\frac {\pi }{8}}{\bigr )}{\bigr ]}}
{\displaystyle Q\approx 0.18520287008030014142515182307361246060360377625}
{\displaystyle x={\frac {\vartheta _{00}\{q{\bigl [}{\frac {\sqrt[{4}]{2}}{2}}+\sin({\frac {\pi }{8}}){\bigr ]}^{1/5}\}^{2}-5\,\vartheta _{00}\{q{\bigl [}{\frac {\sqrt[{4}]{2}}{2}}+\sin({\frac {\pi }{8}}){\bigr ]}^{5}\}^{2}}{4\,\vartheta _{10}\{q{\bigl [}{\frac {\sqrt[{4}]{2}}{2}}+\sin({\frac {\pi }{8}}){\bigr ]}\}\,\vartheta _{01}\{q{\bigl [}{\frac {\sqrt[{4}]{2}}{2}}+\sin({\frac {\pi }{8}}){\bigr ]}\}\,\vartheta _{00}\{q{\bigl [}{\frac {\sqrt[{4}]{2}}{2}}+\sin({\frac {\pi }{8}}){\bigr ]}\}}}\times }
{\displaystyle \times {\sqrt {\vartheta _{00}\{q{\bigl [}{\tfrac {\sqrt[{4}]{2}}{2}}+\sin({\tfrac {\pi }{8}}){\bigr ]}^{1/5}\}^{2}+5\vartheta _{00}\{q{\bigl [}{\tfrac {\sqrt[{4}]{2}}{2}}+\sin({\tfrac {\pi }{8}}){\bigr ]}^{5}\}^{2}-4\vartheta _{00}\{q{\bigl [}{\tfrac {\sqrt[{4}]{2}}{2}}+\sin({\tfrac {\pi }{8}}){\bigr ]}\}^{2}-2\vartheta _{00}\{q{\bigl [}{\tfrac {\sqrt[{4}]{2}}{2}}+\sin({\tfrac {\pi }{8}}){\bigr ]}^{1/5}\}\,\vartheta _{00}\{q{\bigl [}{\tfrac {\sqrt[{4}]{2}}{2}}+\sin({\tfrac {\pi }{8}}){\bigr ]}^{5}\}}}}
{\displaystyle x\approx 0.75192639869405948026865366345020738740978383913}

### Zweite Beispielrechnung
Im Folgenden wird ein weiterer nicht elementar darstellbarer algebraischer Beispielwert behandelt. Die Gleichung {\displaystyle x^{5}+40\,x=32} soll gelöst werden. Diese Gleichung kann zu {\displaystyle {\bigl (}2^{-3/4}\,x{\bigr )}^{5}+5\,{\bigl (}2^{-3/4}\,x{\bigr )}=4\,{\bigl (}2^{-3/4}{\bigr )}} äquivalent umgeformt werden. Hierbei muss somit der Wert {\displaystyle c=2^{-3/4}} eingesetzt werden. Für das elliptische Nomen in dieser Gleichung gilt:
{\displaystyle Q=q{\bigl [}{\bigl (}2c^{2}+2+2{\sqrt {c^{4}+1}}{\bigr )}^{-1/2}{\bigl (}{\sqrt {{\sqrt {c^{4}+1}}+1}}+c{\bigr )}{\bigr ]}{\bigl (}c=2^{-3/4}{\bigr )}=q{\bigl [}\cos {\bigl (}{\tfrac {1}{8}}\pi {\bigr )}{\bigr ]}}
{\displaystyle Q\approx 0{,}1178579353118577191415525411064892354454594487939419613}
Dieses wird nun in die genannte Beispielgleichung eingesetzt:
| Quintische Gleichung: {\displaystyle x^{5}+40\,x=32} |
| Reelle Lösung von dieser Gleichung dargestellt über die Thetafunktion: {\displaystyle x={\frac {\vartheta _{00}{\bigl \{}q{\bigl [}\cos({\tfrac {1}{8}}\pi ){\bigr ]}^{1/5}{\bigr \}}^{2}-5\,\vartheta _{00}{\bigl \{}q{\bigl [}\cos({\tfrac {1}{8}}\pi ){\bigr ]}^{5}{\bigr \}}^{2}}{{\sqrt {2}}\,\vartheta _{00}{\bigl \{}q{\bigl [}\cos({\tfrac {1}{8}}\pi ){\bigr ]}{\bigr \}}^{3}}}\times } {\displaystyle \times {\sqrt {\vartheta _{00}{\bigl \{}q{\bigl [}\cos({\tfrac {1}{8}}\pi ){\bigr ]}^{1/5}{\bigr \}}^{2}+5\,\vartheta _{00}{\bigl \{}q{\bigl [}\cos({\tfrac {1}{8}}\pi ){\bigr ]}^{5}{\bigr \}}^{2}-4\,\vartheta _{00}{\bigl \{}q{\bigl [}\cos({\tfrac {1}{8}}\pi ){\bigr ]}{\bigr \}}^{2}-2\,\vartheta _{00}{\bigl \{}q{\bigl [}\cos({\tfrac {1}{8}}\pi ){\bigr ]}^{1/5}{\bigr \}}\,\vartheta _{00}{\bigl \{}q{\bigl [}\cos({\tfrac {1}{8}}\pi ){\bigr ]}^{5}{\bigr \}}}}} Für diese Lösung beziehungsweise diese Zahl ist jegliche elementare Darstellung unmöglich. |
| Genähert ergibt sich: {\displaystyle x\approx 0{,}79219966455364397976012391796828231319392199994056182} |

### Entdeckung der Modulformel durch Hermite

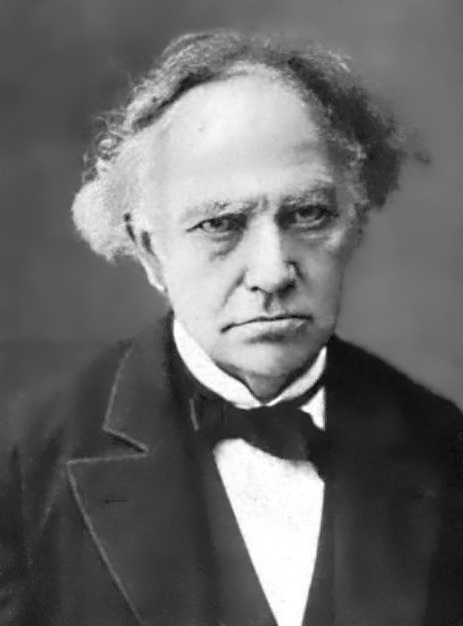
Charles Hermite

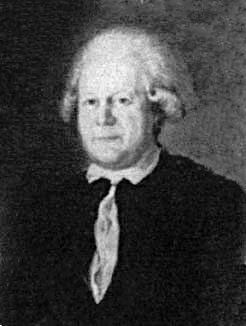
Erland Samuel Bring

Der Mathematiker Paolo Ruffini veröffentlichte 1799 einen lückenhaften Beweis für die Unauflösbarkeit der allgemeinen quintischen Gleichung über elementare Wurzelausdrücke. Er beschäftigte sich als Erster mit dem Beweis dieser These und er wendete in seinem Beweis die Gesetze der Gruppentheorie an. Im Jahre 1824 brachte Niels Henrik Abel einen vollständigen Beweis für diese elementare Unlösbarkeit der verallgemeinerten Gleichungen fünften Grades. Um 1830 stellte der französische Mathematiker Évariste Galois die nach ihm benannte Theorie über die Lösbarkeitskriterien von quintischen Gleichungen und höher gradigen Gleichungen über elementare Wurzelausdrücke auf. Diese Theorie wird Galois-Theorie genannt. Später erforschte der ebenso aus Frankreich kommende Mathematiker Charles Hermite bei der Bring-Jerrard-Form der quintischen Gleichung mit gleichem Vorzeichen vor quintischem und linearem Glied einen Algorithmus für die Ermittlung des elliptischen Moduls beziehungsweise der numerischen Exzentrizität für den Ausdruck der Lösung mittels elliptischer Modulfunktionen. Die Tatsache, dass für die Darstellung des Bringschen Radikals über Modulfunktionen der Modul genau dem gezeigten Cotangens-lemniscatus-hyperbolicus-Quadrat entspricht, wurde durch ihn erkannt. Hermite schrieb diesen Zusammenhang in seiner Arbeit Sur la résolution de l’Équation du cinquiéme degré Comptes rendus nieder. Die italienische Version seiner Arbeit Sulla risoluzione delle equazioni del quinto grado enthält auf der Seite 258 diejenige Formel, aus welcher der hier genannte Modul hervorgeht. Ebenso analysierten die Mathematiker John Stuart Glashan, George Paxton Young und Carl Runge im Jahre 1885 die Lösung der Bring-Jerrard-Form. Sie stellten eine parametrisierte Formel der Bring-Jerrard-Form auf, die exakt beschreibt, ob eine gegebene quintische Gleichung mit elementaren Wurzelausdrücken lösbar ist oder nicht. Basierend auf ihrer Parameterformel konnten sie einen Ausdruck mit fünften Wurzeln in Abhängigkeit von den Parametern des absoluten Gliedes der normierten Bring-Jerrard-Form aufstellen. So ermittelten sie einen quintisch radikalen Lösungsausdruck in Abhängigkeit von einem elliptischen Schlüssel. Für sie genannte Gleichung sieht dieselbe reelle Lösung mit dem elliptischen Schlüssel und in Abhängigkeit von quintisch radikalen Ausdrücken exakt so aus:
{\displaystyle x^{5}+5\,x=4\,c}
{\displaystyle x={\frac {2}{5}}y^{-1/4}{\sqrt[{4}]{50+75y-50y^{2}}}\cosh {\biggl \{}{\frac {1}{5}}\operatorname {arcosh} {\biggl [}{\frac {5{\sqrt {5+5y^{2}}}}{(1+2y){\sqrt {4+6y-4y^{2}}}}}{\biggr ]}{\biggr \}}-}
{\displaystyle -{\frac {2}{5}}y^{-1/4}{\sqrt[{4}]{50+75y-50y^{2}}}\sinh {\biggl \{}{\frac {1}{5}}\operatorname {arsinh} {\biggl [}{\frac {5y{\sqrt {5+5y^{2}}}}{(2-y){\sqrt {4+6y-4y^{2}}}}}{\biggr ]}{\biggr \}}}
Zugehöriger elliptischer Schlüssel:
{\displaystyle y=W_{R5}{\bigl [}{\bigl (}2c^{2}+2+2{\sqrt {c^{4}+1}}{\bigr )}^{-1/2}{\bigl (}{\sqrt {{\sqrt {c^{4}+1}}+1}}+c{\bigr )}{\bigr ]}=W_{R5}{\bigl \{}\mathrm {ctlh} {\bigl [}{\tfrac {1}{2}}\mathrm {aclh} (c){\bigr ]}^{2}{\bigr \}}}
Der große W-Buchstabe stellt die große reduzierte webersche Modulfunktion dar. Generell dient das Bringsche Radikal zum Lösen der verallgemeinerten Gleichung fünften Grades und wurde vom schwedischen Mathematiker Erland Samuel Bring erforscht. Der gezeigte elliptische Schlüssel ermöglichte die Lösung der allgemeinen Bring-Jerrard-Form nach dem Muster von den Mathematikern Glashan, Young und Runge. Mit der elliptischen Identität des Bringschen Radikals beschäftigten sich außerdem die russischen Mathematiker Viktor Prasolov und Yuri Solovyev in ihrem Werk Elliptic Functions and Elliptic Integrals aus dem Jahre 1991. Und basierend auf den Aufsätzen von Soon Yi Kang und Nikolaos Bagis kann über den gezeigten Lösungausdruck mit dem elliptischen Schlüssel ein Lösungsausdruck derselben Lösung über die Rogers-Ramanujan-Kettenbrüche R und S hergeleitet werden.

## Kreiszahlformeln nach Ramanujan
Die Hermitesche elliptische phi-Funktion ist so definiert:
{\displaystyle \varphi _{H}(x)=\vartheta _{10}(x)^{1/2}\,\vartheta _{00}(x)^{-1/2}}
Mit folgender Formel über Phifunktion, Thetafunktion und Theta-Ableitungsfunktion lassen sich viele exemplarische Formeln rein algebraischer Art erzeugen, die sehr schnell exakt zur Kreiszahl konvergieren. Dieses Verfahren wurde durch Ramanujan entdeckt und in seinen Aufzeichnungen im Jahre 1814 niedergeschrieben. Die Gebrüder Borwein fassten seine Niederschriften auf und verwendeten die Elliptische Alphafunktion zur Beschreibung seiner Resultate. Vereinfacht soll die Formel, mit der Srinivasa Ramanujan gearbeitet hat, mit Hilfe der genannten Funktionen dargestellt werden:
{\displaystyle {\frac {1}{\pi }}=\sum _{n=0}^{\infty }{\frac {(4n)!\sin {\bigl \{}4\arctan {\bigl [}\varphi _{H}(x)^{4}{\bigr ]}{\bigr \}}^{2n}}{256^{n}(n!)^{4}}}\times }
{\displaystyle \times {\biggl \langle }{\frac {\pi ^{-1}\vartheta _{00}(x)^{-4}}{[1+\varphi _{H}(x)^{8}]}}-{\frac {\pi ^{-1}\ln(1/x)}{[1+\varphi _{H}(x)^{8}]^{2}}}{\biggl \{}{\frac {4x\vartheta '_{01}(x)[1+\varphi _{H}(x)^{8}]}{\vartheta _{01}(x)\vartheta _{00}(x)^{4}}}+2\varphi _{H}(x)^{8}{\biggr \}}+\pi ^{-1}\ln(1/x)\cos {\bigl \{}4\arctan {\bigl [}\varphi _{H}(x)^{4}{\bigr ]}{\bigr \}}n{\biggr \rangle }}
Diese Formeln ist für alle Werte {\displaystyle 0<x<\exp(-{\sqrt {2}}\,\pi )} gültig.
Tabellarisch werden hiermit einzelne Exemplare von elliptischem Modul und zugehöriger Kreiszahlformel aufgelistet. Dabei wird der jeweilige Nomenwert x in der linken Spalte und die daraus resultierende Kreiszahlsummenformel in der rechten Spalte angegeben:
| Elliptisches Nomen                          | Kreiszahlformel |
| ------------------------------------------- | --- |
| {\displaystyle x=\exp(-{\sqrt {6}}\,\pi )}  | {\displaystyle {\frac {1}{\pi }}=\sum _{n=0}^{\infty }{\frac {(4n)!(1+8n)}{2{\sqrt {3}}(n!)^{4}48^{2n}}}}             |
| {\displaystyle x=\exp(-{\sqrt {10}}\,\pi )} | {\displaystyle {\frac {1}{\pi }}=\sum _{n=0}^{\infty }{\frac {2{\sqrt {2}}(4n)!(1+10n)}{9(n!)^{4}12^{4n}}}}           |
| {\displaystyle x=\exp(-3{\sqrt {2}}\,\pi )} | {\displaystyle {\frac {1}{\pi }}=\sum _{n=0}^{\infty }{\frac {3{\sqrt {3}}(4n)!(3+40n)}{49(n!)^{4}28^{4n}}}}          |
| {\displaystyle x=\exp(-{\sqrt {22}}\,\pi )} | {\displaystyle {\frac {1}{\pi }}=\sum _{n=0}^{\infty }{\frac {(4n)!(19+280n)}{18{\sqrt {11}}(n!)^{4}1584^{2n}}}}      |
| {\displaystyle x=\exp(-{\sqrt {58}}\,\pi )} | {\displaystyle {\frac {1}{\pi }}=\sum _{n=0}^{\infty }{\frac {2{\sqrt {2}}(4n)!(1103+26390n)}{9801(n!)^{4}396^{4n}}}} |
Die zuletzt genannte Formel ist die berühmteste unter diesen Formeln und erlangte große internationale Bekanntheit unter den Mathematikern.